# Estado de Paraná
Paraná es uno de los veintiséis estados que, junto con el distrito federal, forman la República Federativa de Brasil. Su capital y ciudad más poblada es Curitiba. Está ubicado en la región sur del país. Limita al norte con São Paulo, al este con el océano Atlántico, al sur con Santa Catarina y con el río Iguazú, que lo separa de la República Argentina, y al oeste con el río Paraná que lo separa de la República de Paraguay y Mato Grosso del Sur. En 2014 es el sexto estado más poblado —por detrás de São Paulo, Minas Gerais, Río de Janeiro, Bahía y Río Grande del Sur. El estado tiene el 5,4% de la población brasileña (Paraná tenía 11,4 millones de personas en 2019 y Brasil tenía 210 millones de habitantes en el mismo año) y el 6,2% del PIB nacional (el PIB de Paraná fue de R $ 452,7 mil millones en 2019 y el PIB de Brasil fue de R $ 7,3 billones).
Otros municipios importantes son Londrina, Maringá, Ponta Grossa, Cascavel, Toledo, Pato Branco, Foz do Iguaçu, Francisco Beltrão, Pinhais, Guarapuava, União da Vitória, Paranaguá, Apucarana, Umuarama, Campo Mourão, Arapongas, Paranavaí, y otras ciudades de la región metropolitana de Curitiba como Araucária, que ocupa el segundo PIB del estado.
Paraná abarca toda la extensión de lo que fue la región del Guayrá durante el imperio español, y fue el estado más nuevo de Brasil. Paraná se separó de São Paulo en 1853, su primer presidente fue Zacarias de Góis e Vasconcelos y su creación es un castigo a São Paulo por haber participado en la revuelta liberal de 1842. También es el último en crearse en el sur de Brasil: Río Grande del Sur en 1807 y Santa Catarina en 1738. Paraná es históricamente conocido por su gran cantidad de pinos Paraná dispersos por todo el planalto sur, donde el clima es tropical húmedo.La especie predominante en la vegetación es la Araucaria angustifolia o, en guaraní, cury, árbol de cuyo nombre deriva el de la capital del estado, Curitiba, cuyo significado es "bosque de cury". Las ramas de este árbol aparecen en la bandera y el escudo de armas, símbolos adoptados en 1947. 
Su relieve es el más expresivo de Brasil: el 52% del territorio está por encima de 600 m s. n. m. y sólo el 3% por debajo de 300 m s. n. m. Paraná, Iguazú, Ivaí, Tibagi, Paranapanema, Itararé y Piquiri son los ríos más importantes. El clima es tropical. La economía del estado se basa en la agricultura (caña de azúcar, maíz, soja, trigo, café, tomate, yuca), industria (agroindustria, automotriz, papel y celulosa) y la extracción vegetal (madera y yerba mate). De acuerdo con el PIB, Paraná es el quinto estado más rico del país, detrás de São Paulo, Río de Janeiro, Minas Gerais y Río Grande del Sur. Paraná cuenta con un sector agrícola muy productivo y diversificado, y una industria en crecimiento. Es el mayor productor de maíz y soja y el segundo de caña de azúcar.

## Toponimia
El nombre del estado proviene del río Paraná que marca la frontera occidental de su territorio, que fue el Saltos del Guairá (ahora sumergida por el embalse de la Central Hidroeléctrica de Itaipú) en la frontera con Mato Grosso do Sul, ya en la Región Centro-Oeste, y el Paraguay. El río Paraná (del tupí-guaraní "pará" = «mar» + "aná" = «pariente» o «semejante»), nace de la confluencia de Paranaíba y Grande, cerca del extremo oeste de Minas Gerais.

## Historia

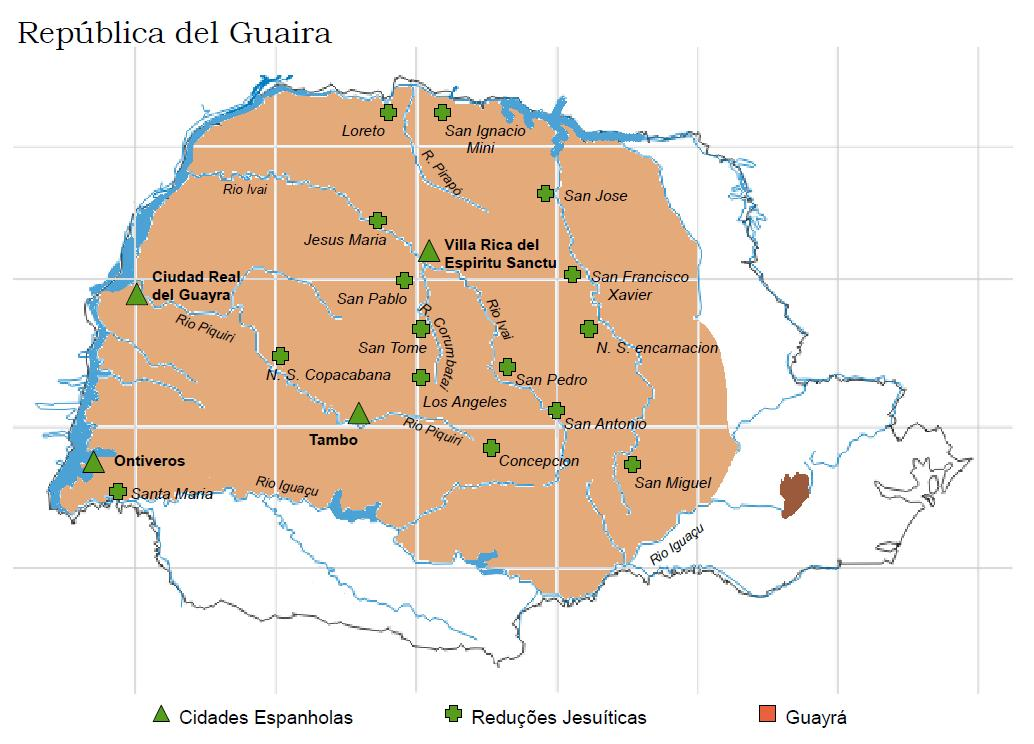
Misiones jesuíticas y ciudades españolas del Guayrá.

A la llegada de los europeos en el siglo XVI, el territorio del actual estado de Paraná estaba casi en su totalidad cubierto por un denso bosque de coníferas (cury) en la meseta y serranías, así como selvas tropicales en la costa y en el valle del río Paraná. Estas forestas en ciertas regiones se encontraban interrumpidas por llanuras de pastizales o gramados y en dentro de los mismos gramados podían aflorar –especialmente en las elevaciones de las mesetas o "planaltos"– isletas de bosques llamadas capãos como el desde los 1900 llamado Morro do Capão Doce. En esas forestas habitaban los aborígenes del grupo ye llamados guayanas, principalmente káingang y xoclengue, pero poco antes del arribo europeo había hecho irrupción, siguiendo las vías fluviales desde la región amazónica, la etnia de los avá (más conocidos históricamente como "guaraníes"), de un modo casi siempre violento los "guaraníes" lograron transculturar a la mayoría de las poblaciones precedentes.
La irrupción europea supuso nuevas conflictividades:

Al encontrarse íntegramente al oeste de la Línea de Tordesillas, el territorio del actual estado de Paraná fue colonizado inicialmente por los españoles quienes fundaron ciudades como Ontiveros, Villa Rica del Espíritu Santo y la Ciudad Real del Guayrá, siendo, en efecto, conocido el actual territorio del estado de Paraná con los nombres de La Guayrá o La Pinería. A la par de los colonos seglares españoles llegaron los jesuitas, quienes al amparo del dominio español establecieron gran cantidad de ciudades llamadas "reducciones". Tales ciudades estaban pobladas casi en su totalidad por aborígenes, hablándose en las mismas, como lengua vehicular, el idioma guaraní. Entre las ciudades fundadas por los jesuitas destacaban San Ignacio Guazú, Nuestra Señora de Loreto del Pirapó y Santa María del Iguazú (Santa María del Iguazú se encontraba en donde actualmente está Foz de Iguazú).

Durante el periodo en el que Portugal estuvo bajo la Casa de Austria (1580-1640), en unión dinástica con los demás reinos hispánicos, desde el virreinato de Perú se vieron forzados a ser contemporizadores con las violentas incursiones de bandeirantes y mamelucos portugueses que arrasaron a las ciudades del virreinato peruano y guaranítico-jesuíticas. En efecto, los bandeirantes invadieron el territorio con "malocas" (expediciones armadas) en busca de esclavos "indios" y de minerales preciosos.

En el siglo XVII, se descubrió en la región de Paraná un área aurífera, anterior al descubrimiento de Minas Gerais, que provocó el poblamiento tanto en las costas como en el interior del territorio. Con el descubrimiento de Minas Gerais, el oro de Paranaguá perdió importancia, tras haber sido expulsados los españoles a mediados del siglo XVII estos fueron suplantados por colonos azorenses los cuales aunque eran súbditos del rey portugués en gran medida procedían de los Países Bajos. Las familias ricas, que poseían grandes extensiones de tierra, pasaron a dedicarse a la cría de ganado, que luego abastecería a la población de Minas Gerais en esa época y hasta mediados de siglo XIX la mayor parte del territorio de Paraná pasó a ser parte de la entonces provincia de São Paulo. En el siglo XIX las tierras del centro y sur de Paraná fueron definitivamente ocupadas por los hacienderos y el territorio se independizó de São Paulo.
A finales del siglo XIX, la yerba mate dominó la economía y creó una nueva fuente de riqueza para los líderes que se repartían el poder. Con la aparición de nuevas carreteras, comunicando la región de la araucaria a los puertos de São Paulo, ocurrió un nuevo período de crecimiento.
A partir de 1850, el gobierno provincial emprendió un amplio programa de colonización, especialmente de alemanes, italianos, polacos y ucranianos, que contribuyeron decisivamente en la expansión de la economía paranaense y la renovación de su estructura social.
En 1853, se creó la provincia de Paraná, desprendiéndose de la antigua provincia de São Paulo.

## Geografía
El estado de Paraná ocupa una superficie de 199 880 km², extendiéndose desde las costas del litoral hasta el interior del país, localizándose a 51°0′0″ de longitud Oeste y a 24°0′0″ de latitud Sur y con un huso horario de -3 horas en relación con la hora mundial (GMT). Tres cuartos del territorio se encuentran al sur del Trópico de Capricornio. Forma parte de la Región Sur del Brasil, manteniendo frontera con los estados de São Paulo, Santa Catarina, Mato Grosso do Sul y dos países: Paraguay y Argentina. Es bañado por el Océano Atlántico.

### Geología

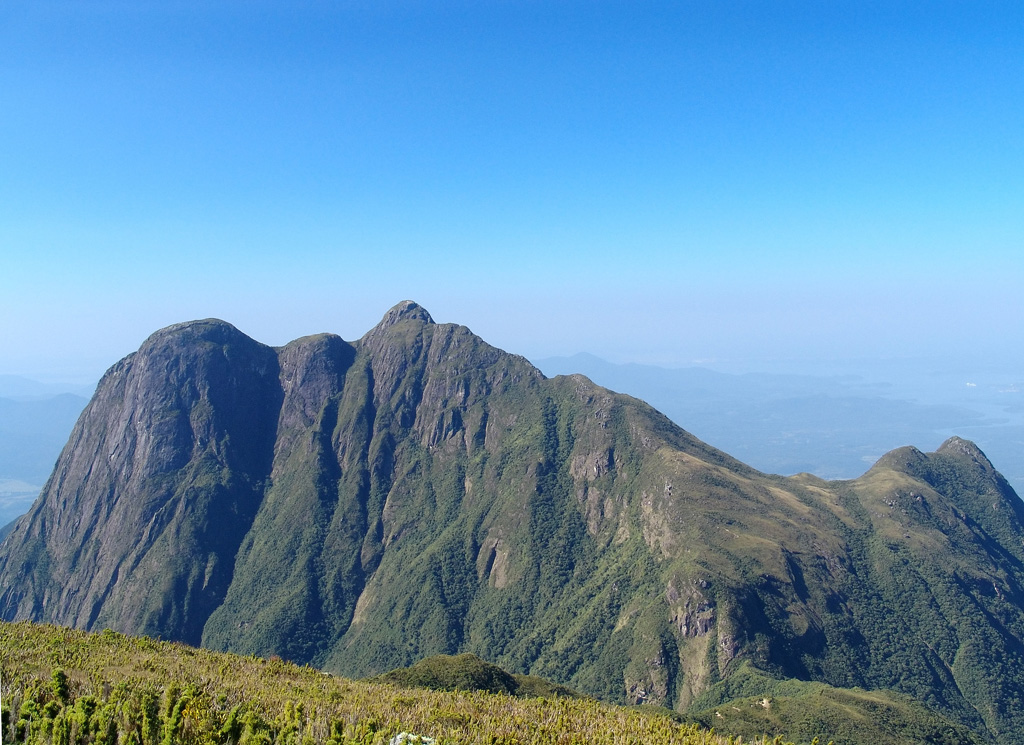
Pico Paraná, el punto más alto de la región sur de Brasil.

Cerca de un 40% del territorio, del norte paranaense, además de una considerable parte de la región oeste, están cubiertos por la tierra colorada, el suelo más fértil del Brasil. A causa del suelo, se expandieron las plantaciones de café en todo el estado a partir del año 1920.
Tanto los suelos de las selvas como el de los campos son pobres. En los últimos años, se están usando técnicas modernas para su mejor aprovechamiento.
Relieve:
- Depresión del Litoral (pequeña franja costera inmediata al océano Atlántico, se caracteriza en relieve por la presencia de abundantes bahías, lagunas, pantanos e islas costeras arrinconadas contra el mar por el plegamiento orográfico de la sierra del Mar y por un clima transicional entre el subtropical y el tropical por lo cual la zona inicialmente estuvo poblada (hasta circa los 1900 de densos bosques) y desde la segunda mitad del siglo XX tiene un gran atractivo turístico por sus pintorescas playas para los conosurenses.
- Serra do Mar (sierra del Mar; como su nombre lo indica se trata de la baja cordillera que corre paralela al océano Atlántico del cual esta cordillera está apenas separado por la muy estrecha Depresión Litoral). La sierra del Mar suele ser en sus cumbres el divortium aquarum o divisoria de aguas de una gran cantidad de pequeñas aunque caudalosas cuencas emisarias al océano Atlántico por el este y, por la vertiente oeste,  la gran y muy caudalosa Cuenca del Plata (casi la totalidad del estado de Paraná está dentro de la Cuenca del Plata).
- Serra da Fartura; se trata de la cordillera más elevada del estado en cuya cumbrera se encuentra la altitud máxima compartida de Santa Catarina y Paraná: el Morro do Capão Doce eminencia de 1370 m s. n. m. (aunque tal eminencia si se compara con la meseta adyacente es baja); la Serra da Fartura o de Misiones en parte señala los límites tras 1890 de la Provincia de Misiones, Argentina y de los estados sudenses de Santa Catarina y Paraná, esta sierra se caracteriza por tener pocas prominencias sobre el terreno adyacente ya que se encuentra sobre una muy antigua y cristalina meseta o "planalto" donde se intercalan bosques de cury, campos o pastizales, turberas –en las zonas elevadas más húmedas y frías–  y capaos o isletas elevadas de bosques en medio de los pastizales).
- Meseta de Curitiba
- Meseta de Ponta Grossa (Meseta de Punta Grande o Punta Gruesa)
- Meseta de Guarapuava
- Depresión del Paraná: se trata de las zonas bajas del valle del río Paraná y los valles bajos de los afluentes de tal gran río, la Depresión del Paraná ocupa como máximo el tercio occidental del estado y originalmente estaba cubierta por la densa selva tropical y subtropical paranaense.

## Hidrografía
La red de drenaje está compuesta por ríos que desembocan directamente en el océano Atlántico y por los afluentes del río Paraná que corren hacia el Oeste. Los primeros tienen cursos poco extensos, ya que nacen a poca distancia de la costa. Los más extensos son los que se dirigen hacia el estado de São Paulo, donde unen sus aguas con el río Ribeira de Iguape. La mayor parte de la superficie del estado permanece, así, bajo el dominio de los afluentes del río Paraná, de los cuales los más extensos son el río Paranapanema, que marca el límite con el estado de São Paulo, el río Iguazú, que marca el límite, en parte, con el estado de Santa Catarina y la Argentina. El río Paraná marca los límites occidentales del estado, separándolo del vecino Mato Grosso do Sul y del Paraguay.

## Municipios
La distribución de los grandes municipios de Paraná se encuentra en cierta forma bien distribuida. Al este la Región Metropolitana de Curitiba que engloba a varios municipios, alcanzando cerca de 3 millones de habitantes. Al norte Londrina y Maringá forman otra región fuertemente poblada. Al oeste la ciudad de Cascavel con casi 280 mil habitantes y Toledo con poco más de 100 mil crean otra zona fuertemente poblada, además de Foz do Iguaçu, que juntamente con las ciudades de Puerto Iguazú (Argentina) y Ciudad del Este (Paraguay) forman una aglomeración que alcanza casi los 700 mil habitantes. La región central de Paraná tiene una baja densidad poblacional, exceptuando las ciudades de Guarapuava con cerca de 160 mil habitantes y Ponta Grossa, un poco más al este, con 300 mil habitantes.

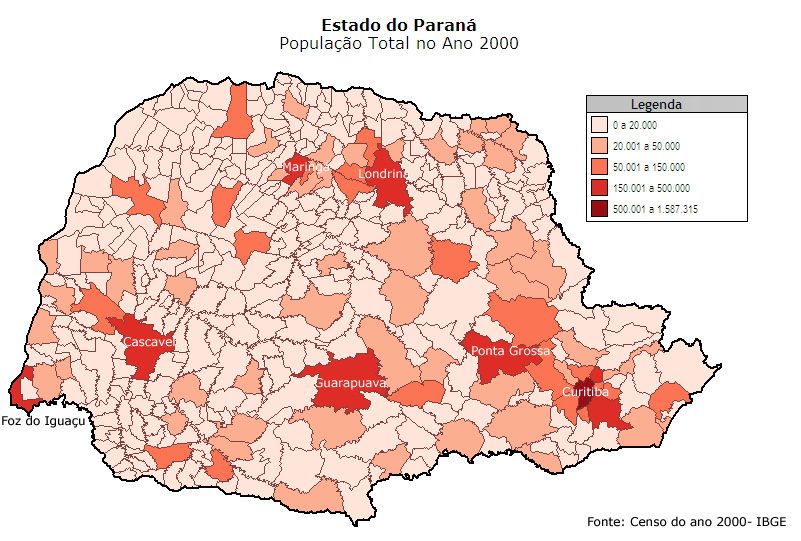
Distribución de la Población del Estado de Paraná.

Los diez principales municipios de Paraná basado en las estimativas realizadas por el IBGE en el año 2005, son:
- 1.º Curitiba - 1.757.904 hab.
- 2.º Londrina - 503.041 hab.
- 3.º Maringá - 324.397 hab.
- 4.º Foz do Iguaçu - 301.409 hab.
- 5.º Ponta Grossa - 300.196 hab.
- 6.º Cascavel - 278.185 hab.
- 7.º São José dos Pinhais - 252.470 hab.
- 8.º Colombo (Paraná) - 224.404 hab
- 9.º Guarapuava - 166.897 hab.
- 10.º Paranaguá - 144.797 hab.

## Clima

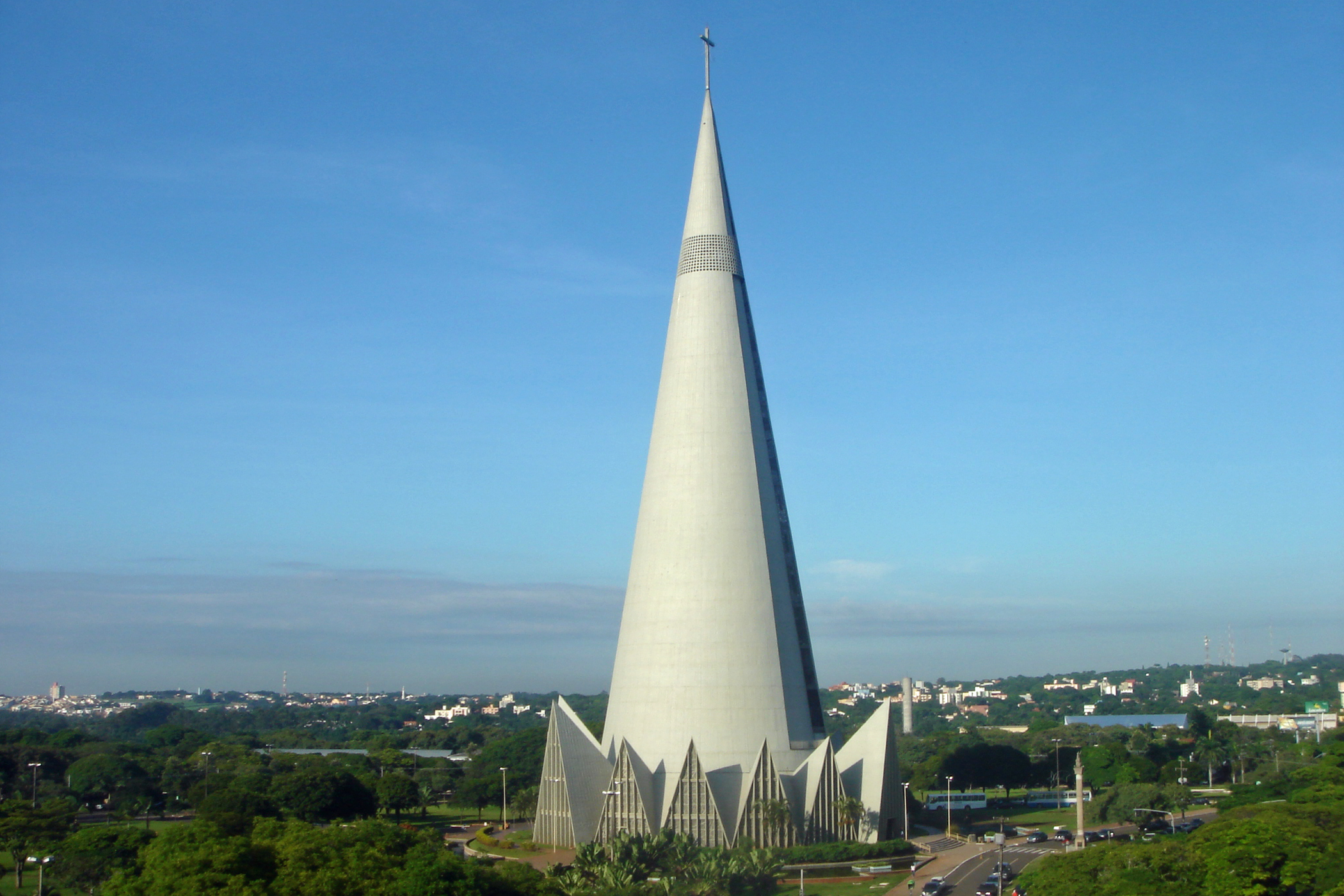
Catedral de Maringá, el segundo monumento más alto de América del Sur.

El clima predominante en el estado de Paraná es el tropical, con veranos calientes e inviernos frescos. Según la Clasificación climática de Köppen, el clima es tropical presentando tres variaciones: Cfa, Cfb y Cwa.
El clima Cfa, tropical con lluvias bien distribuidas durante el año y veranos calientes, ocurre en las partes más bajas de la Meseta de Guarapuava, esto es, en las regiones norte, centro-oeste, oeste, suroeste, en el valle del Ribeira y en la depresión litoraleña. Se registran temperaturas medias anuales que oscilan los 19 °C, con precipitaciones de 1500 mm anuales, algo más elevada en la costa que en el interior.
El clima Cwa, tropical con veranos calientes e inviernos secos, ocurre en el extremo noroeste del estado. Es llamado el clima tropical de altitud, ya que las precipitaciones se producen durante los veranos. La temperatura anual varía en torno a los 20 °C y las precipitaciones alcanzan los 1300 mm anuales. Casi todo el estado está sujeto a más de cinco días de heladas por año, pero en la porción meridional y en las partes más elevadas de las mesetas, se registran en más de 10 oportunidades por año.
El clima Cfb, tropical con lluvias bien distribuidas durante todo el año y veranos suaves, ocurre en la porción más elevada del estado y sobre la Meseta de Curitiba y la de Ponta Grossa, junto a la parte oriental de la de Guarapuava. Las temperaturas medias varían en torno a los temperaturas 19 °C. Las precipitaciones alcanzan la cifra de 1200 mm anuales.

## Demografía

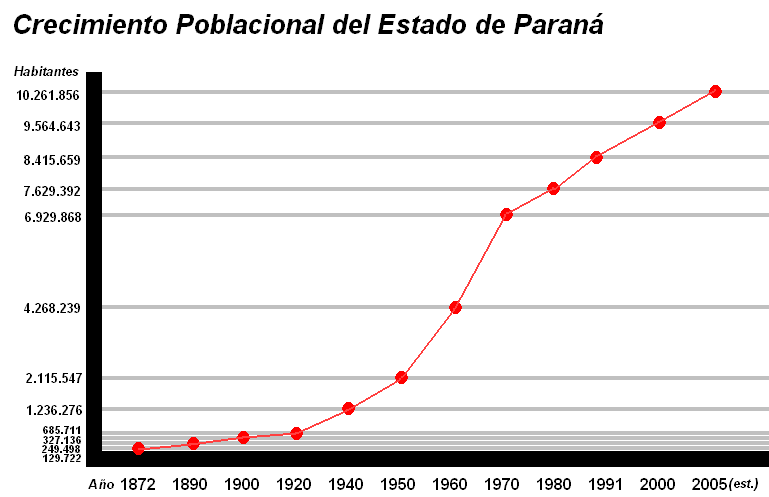
Crecimiento poblacional de Paraná.

La población de Paraná es de 11.564.643 habitantes, según el último censo demográfico del año 2006, con datos pertenecientes al IBGE. Paraná es el sexto estado más poblado del Brasil y concentra el 5,63% de la población total del país. Del total de población del Estado, 5.826.038 habitantes son de sexo femenino y 5.738.605 habitantes pertenecen al sexo masculino.
La población de Paraná está compuesta básicamente por blancos (77%), negros y mestizos, gran parte de los mestizos tiene orígenes españoles –especialmente por linajes paternos– y originarios como los guaraníes, kaigangs, arachanes, tupíes, etc. De esta mixogénesis surgieron los llamados guayanas que poblaron la región hasta la invasión brasileña, esto explica que el territorio de Paraná fuera llamado hasta el siglo XIX País de los Guayanas además de La Pinería (por sus abundantes bosques de coníferas como el cury) o La Guayrá.

En el Brasil colonial, los colonizadores españoles fueron los primeros en iniciar el poblamiento paranaense. La mayoría de la población blanca del estado está compuesta por descendientes de portugueses aunque la calificación de "portugueses" es engañosa ya que no solo oculta a la de los españoles predecesores sino al colectivo muy especial dentro de los llamados "portugueses": los azorianos ya que en efecto gran parte de los linajes "portugueses" fue compuesta por azorianos entre quienes abundaban españoles, flamencos y otras gentes nacidas en los actuales Países Bajos; así también existe una gran población descendiente de inmigrantes de italianos, alemanes, suizos, polacos, ucranianos, japoneses y árabes como los sirios y libaneses. Además existen minoría de inmigrantes neerlandeses, coreanos, chinos y búlgaros.

## Seguridad pública

### Policía Militar del Paraná
La Policía Militar del Paraná (PMPR) es fuerza auxiliar y reserva del Ejército Brasileño, y parte del Sistema de Seguridad Pública y Defensa Social del Brasil. Sus miembros son llamados de militares de los Estados.

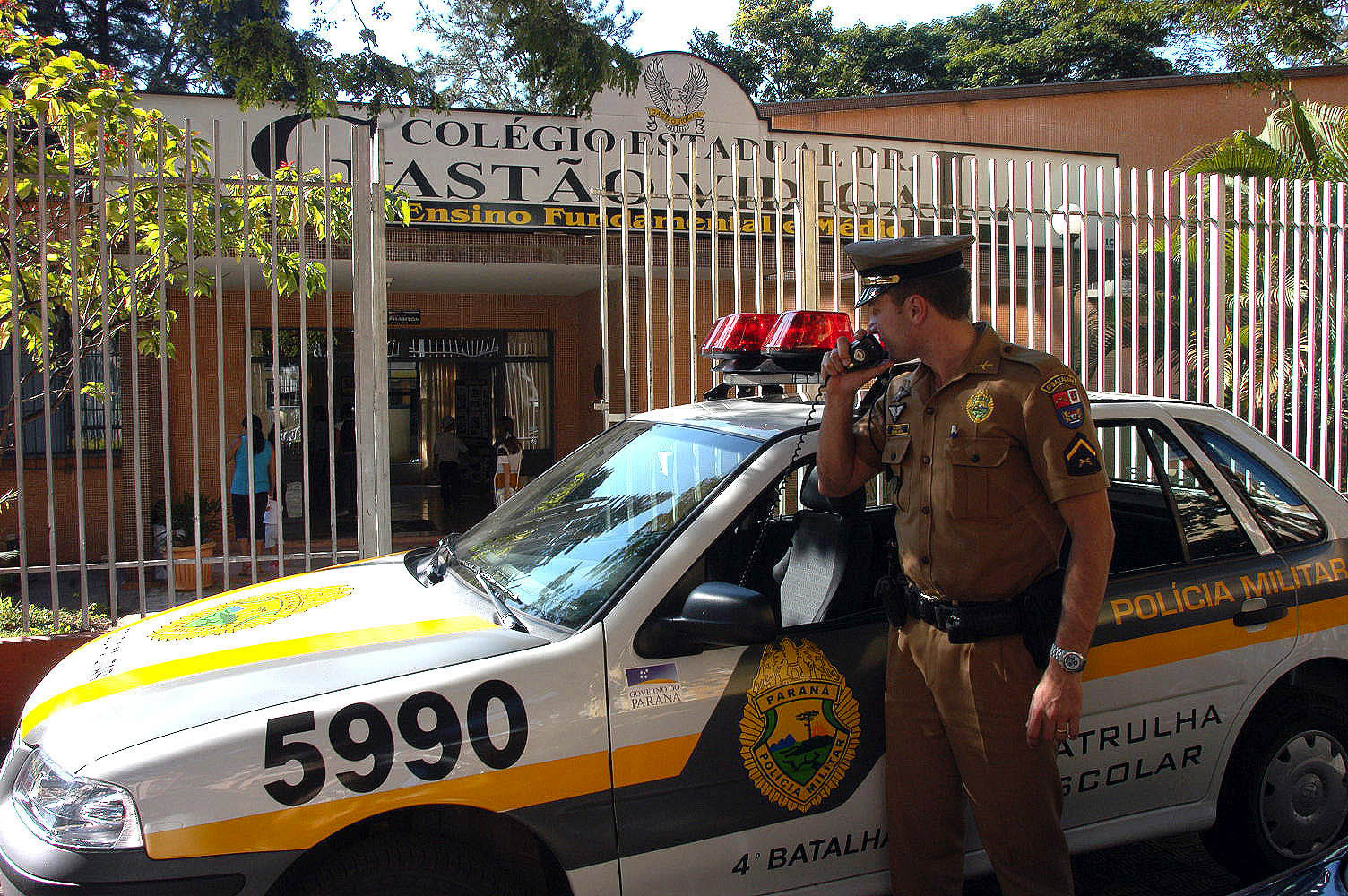
Patrulla de la Policía Militar del Paraná - 2008.

La función principal de la PMPR es la preservación de la orden pública en el Estado de Paraná y es operativamente organizada en batallones, compañías y pelotones. Las sedes de los batallones se encuentran en los grandes centros urbanos, y sus compañías y pelotones se distribuyen, de acuerdo a la densidad de población, en las ciudades vecinas. La Policía Militar del Paraná está presente en todas las ciudades del Estado.

### Cuerpo de Bomberos del Paraná
El Cuerpo de Bomberos del Paraná es un Mando Intermedio de la Policía Militar del Paraná, cuya misión consiste en la ejecución de actividades de defensa civil, prevención y combate a incendio, búsquedas, salvamentos y socorros públicos, en el ámbito del Estado de Paraná.

### Policía Civil del Paraná
La Policía Civil del Paraná presta servicios al poder judicial y al ministerio público, para la investigación de delitos y ejecución de sentencias. También suele practicar notificaciones y otras actuaciones que estos les encomienden.

## Economía

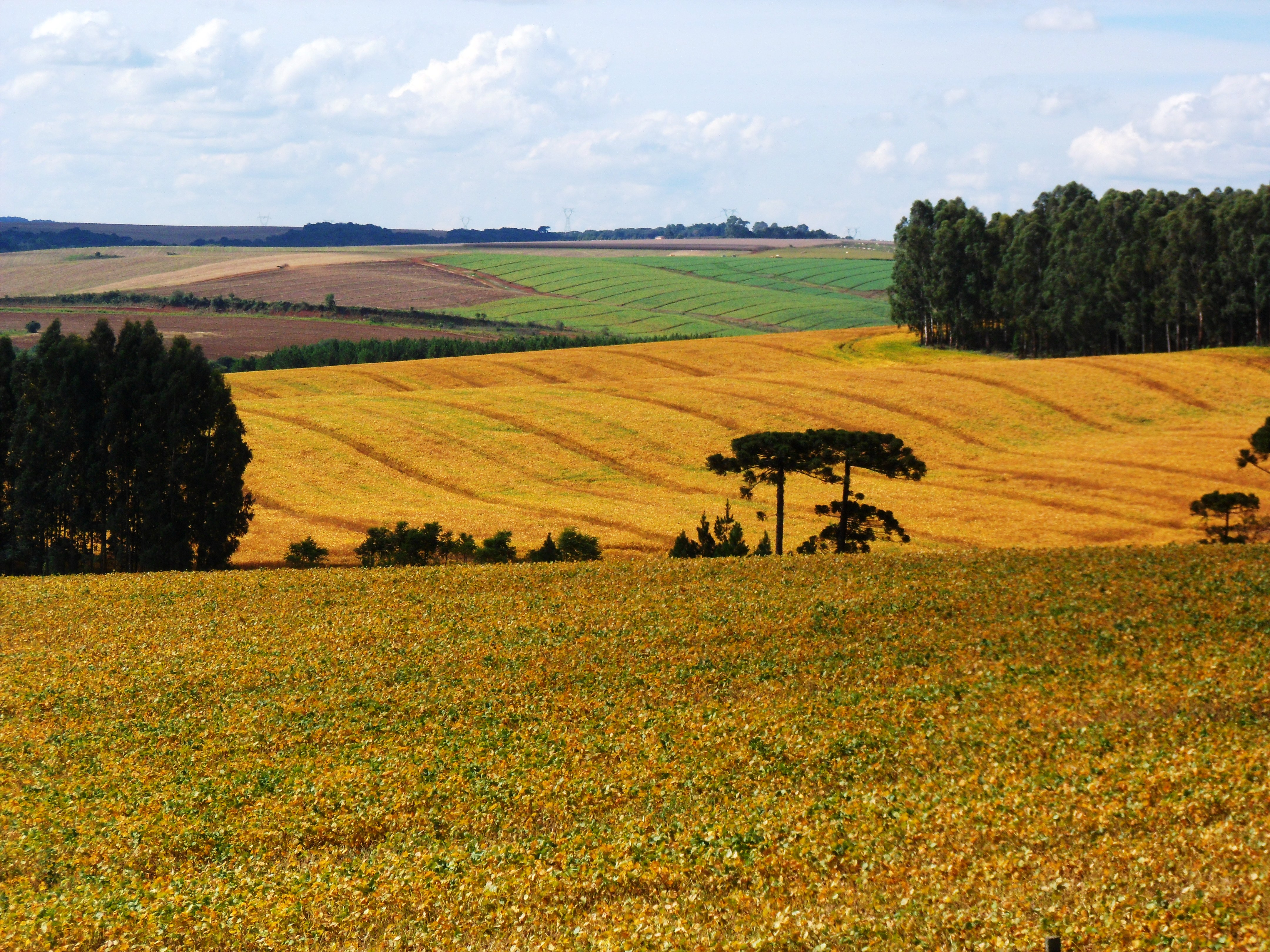
Plantación de soja en Guarapuava

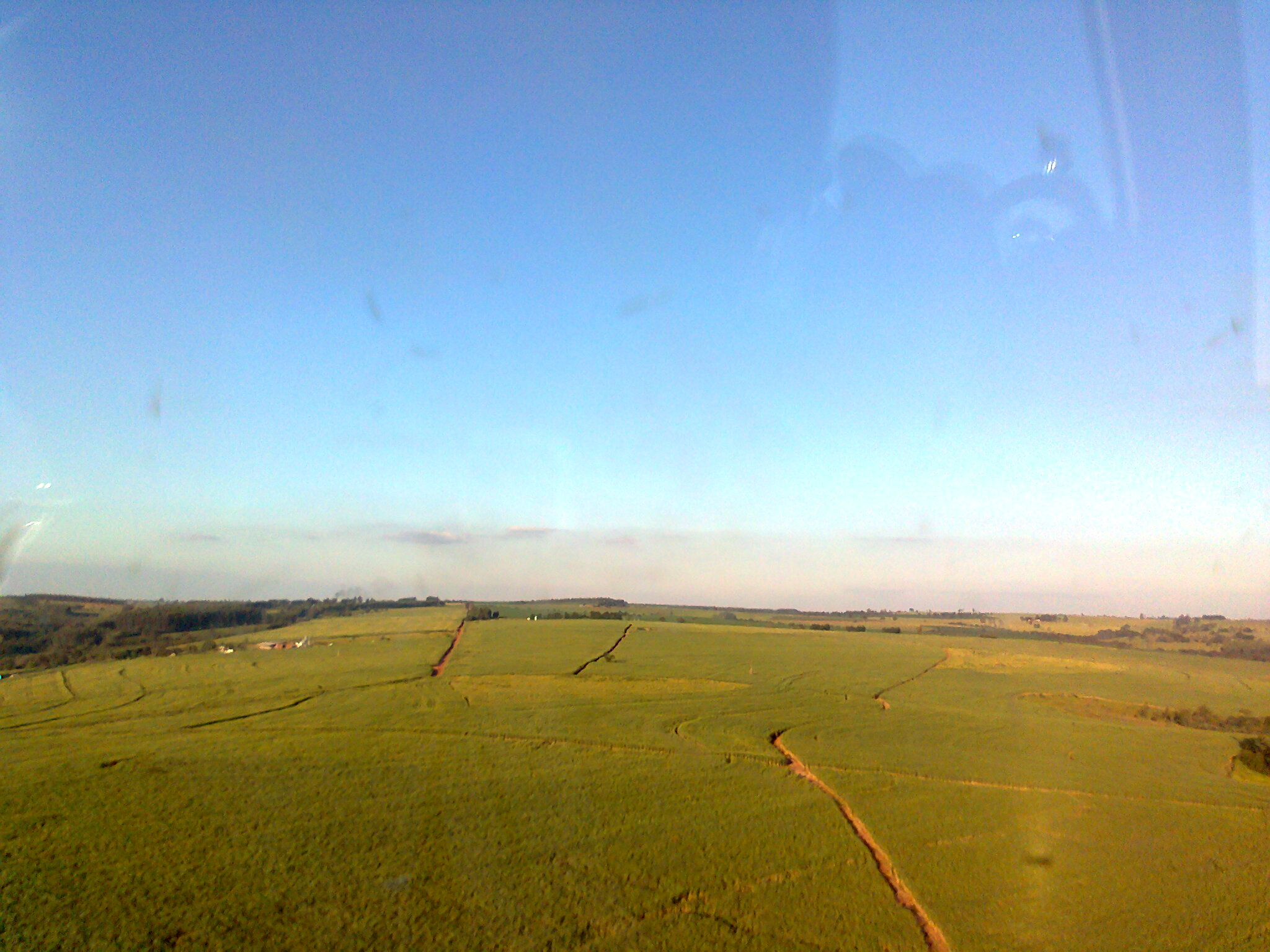
Caña de azúcar en Cianorte

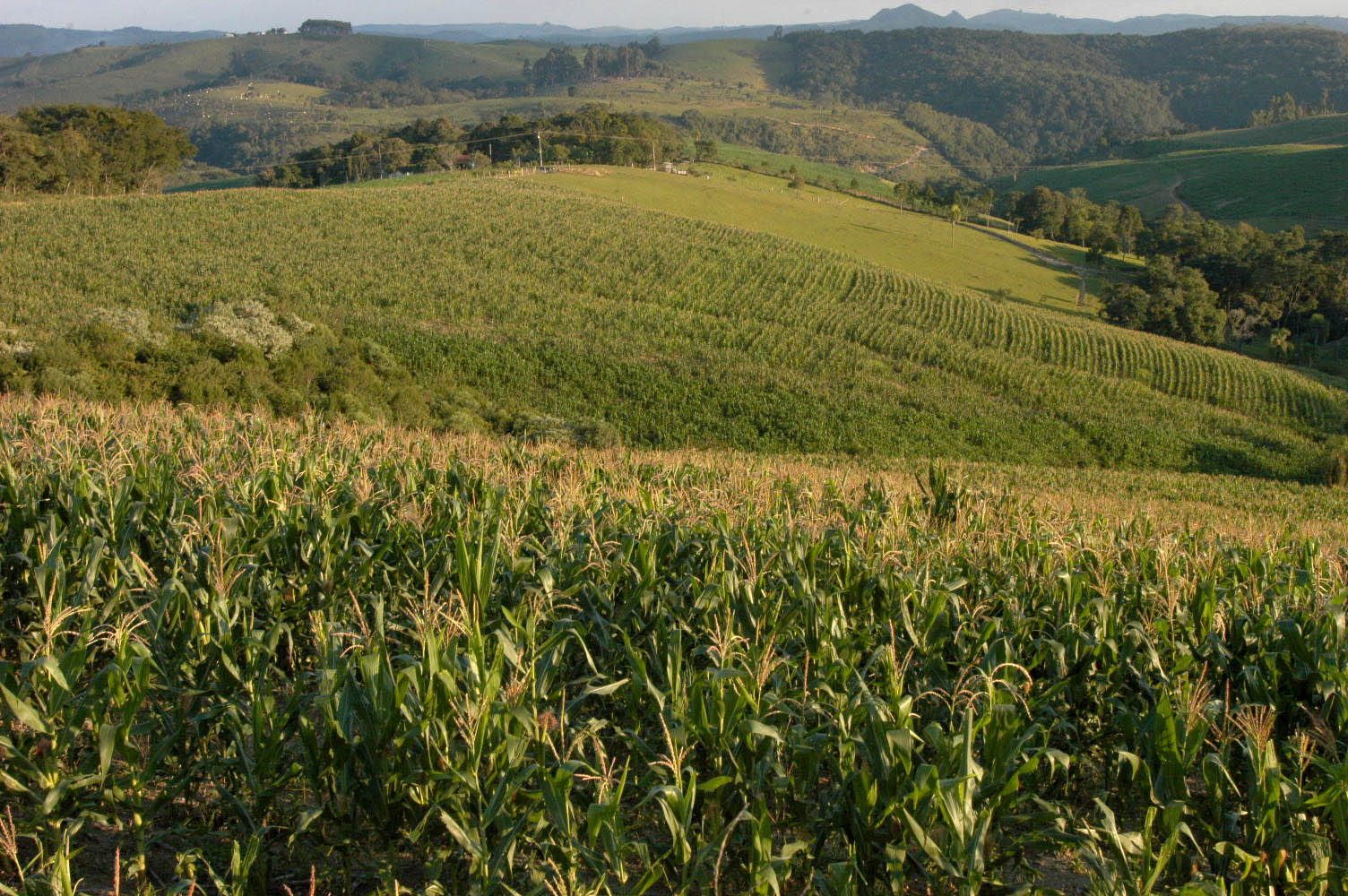
Plantación de maíz en Medianeira

Paraná posee el quinto mayor PBI del Brasil, de los cuales el 9.6% proviene de la agricultura, un 26.4 % de la industria y los restantes 63.9% del sector terciario. En cuanto a sus exportaciones, en 2012 los principales productos exportados fueron soja (18.73%), carne de aves de corral (10.50%), azúcar en Natura (8.09%), harina de soja (8.00%) y maíz (6.36%).
En agricultura, el estado se destaca en la producción de soja, maíz, trigo, caña de azúcar, yuca, frijoles, tomate, naranja y yerba mate, además de producir café, avena, cebada, melocotón, mandarina y fresa.
En 2020, la Región Sur produjo el 32% del total nacional de cereales, vegetales y semillas oleaginosas. Hubo 77,2 millones de toneladas, el segundo lugar en Brasil, perdiendo solo en el Medio Oeste. Paraná (14,9%) fue el segundo mayor productor del país.
En soja, Paraná es el segundo productor más grande del país, con alrededor del 16% de la producción nacional. Produjo 19.8 millones de toneladas en 2020. En 2017, también fue el segundo mayor productor de maíz. Brasil es el mayor productor de soja y el segundo mayor productor de maíz del mundo.
Con respecto a caña de azúcar, Paraná fue, en 2017, el quinto mayor productor de caña, el tercero de azúcar y el quinto de alcohol en el país. Este año cosechó cerca de 46 millones de toneladas de caña. El sector estatal de azúcar y alcohol tiene 25 plantas y emplea a unas 55,000 personas. Las regiones de Umuarama, Paranavaí, Maringá y Jacarezinho concentran la producción. Brasil es el mayor productor mundial, con 672.8 millones de toneladas cosechadas en 2018.
En la producción de yuca, Brasil produjo un total de 17,6 millones de toneladas en 2018. Paraná fue el segundo mayor productor del país, con 3,2 millones de toneladas.
Desde 2006, Paraná ha liderado la producción de frijoles en Brasil. Brasil es el tercer mayor productor de frijoles del mundo, con una cosecha anual de alrededor de 3 millones de toneladas, el 11% de la producción mundial. En 2018, la Región Sur fue el principal productor de frijoles con el 26.4% del total, seguido por el Medio Oeste (25.4%), la Región Sudeste (25.1%), el Noreste (20.6%) y el Norte (2.5%). El Estado de Paraná lidera el ranking de los principales productores nacionales con el 18,9% del total producido.

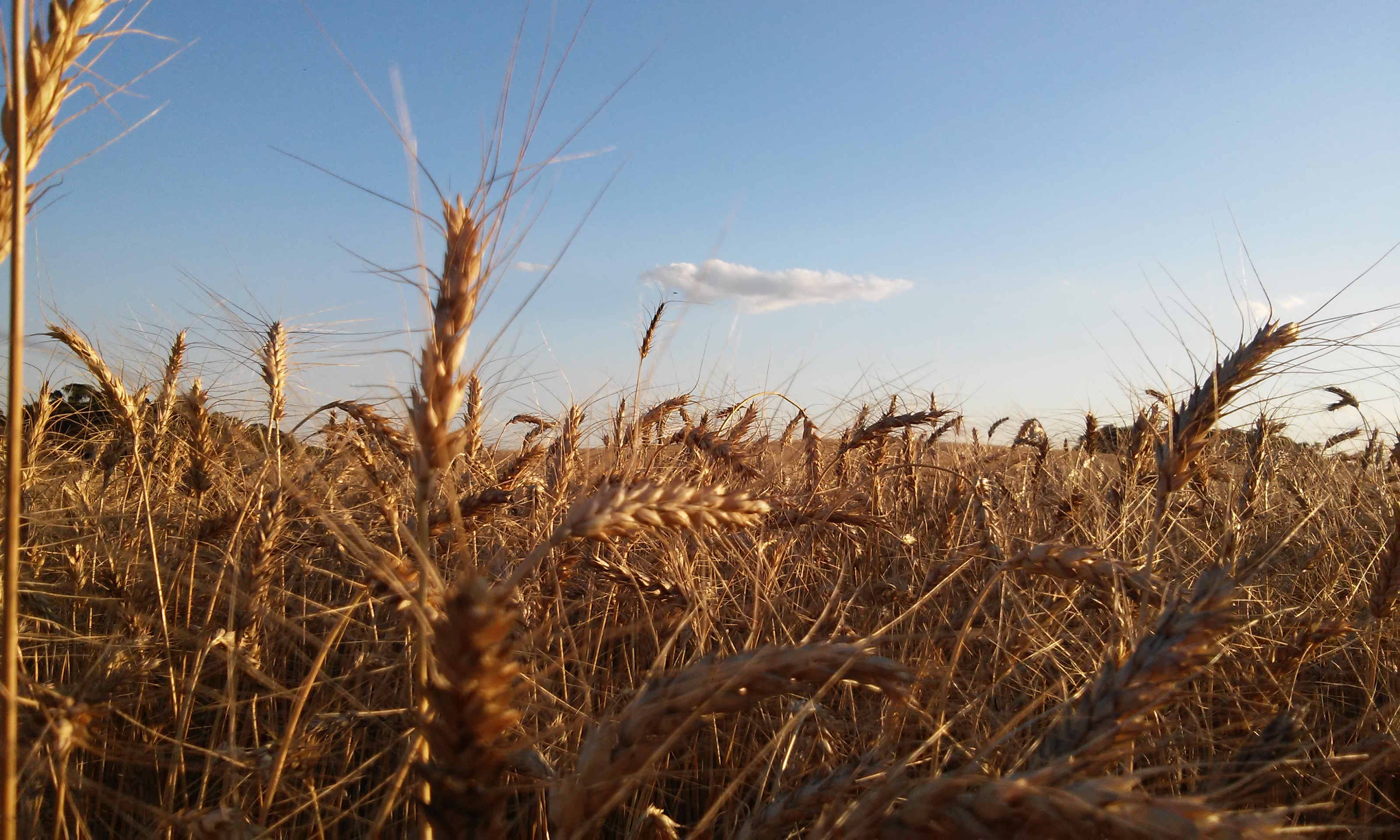
Plantación de trigo en Paraná

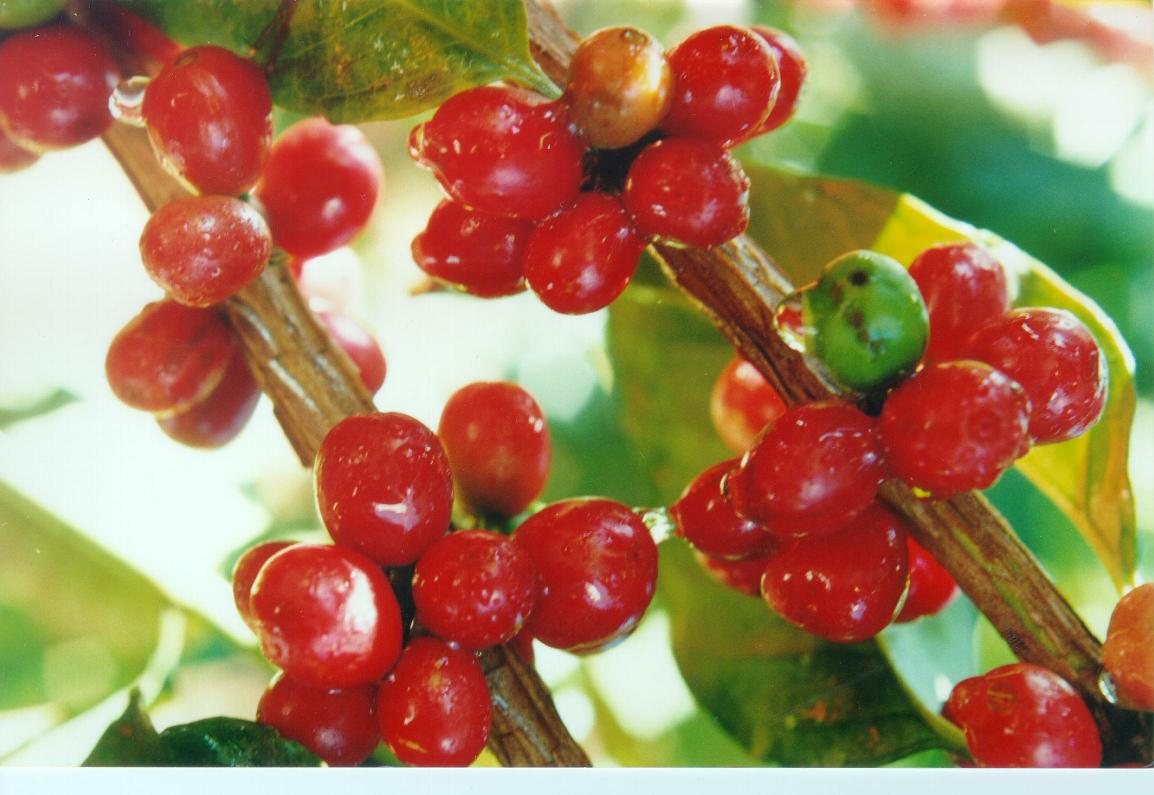
Café en Paraná

Paraná es el segundo mayor productor nacional de trigo, con 2,2 millones de toneladas en 2019, casi igual a Rio Grande do Sul, el mayor productor. La Región Sur también es el mayor productor de avena en Brasil. En 2019, la producción nacional fue cercana a las 800 mil toneladas, y casi todas se llevaron a cabo en el Sur (Paraná y Rio Grande do Sul).
Sobre naranja, Paraná fue el tercer productor más grande de Brasil en 2018, con un total de 834 mil toneladas.
Aunque no es una gran producción, Paraná es el líder brasileño en la producción de cebada. El estado cosechó 219.2 mil toneladas en 2019, el 60% de la producción nacional. Sin embargo, Brasil está lejos de ser autosuficiente en la producción de cebada. El mercado brasileño consume, en promedio, 1,5 millones de toneladas por año. Brasil produce 335 mil toneladas, cerca del 22%. La mayoría, el 73%, provienen de Argentina y Uruguay.
En 2018, Paraná fue el 4.º producto más grande de mandarina en Brasil. Paraná también tiene una parte de la producción de duraznos en Brasil. En 2019, en Brasil, había un área de producción total de alrededor de 4 mil hectáreas de fresa. Paraná fue el cuarto productor más grande del país.
En café, Paraná es el estado productor ubicado más al sur del país. Alguna vez fue el estado productor más grande de Brasil: en 1962, Paraná representó el 58% de la producción nacional, pero en 2017, solo tenía el 2.7% del total producido en el país. La cultura del café ha sido reemplazada por otros cultivos de siembra, y el enfoque del estado hoy ha sido invertir en granos de café especiales y más caros.
En 2019, Brasil produjo alrededor de 900 mil toneladas de yerba mate anualmente, según el IBGE. Paraná es el mayor productor en volumen y Rio Grande do Sul en las áreas de plantación (y donde el sector está más industrializado). Según datos de 2017, Paraná cosechó 301 mil toneladas de yerba mate por método extractivo y 237 mil toneladas en plantaciones. El potencial productivo de la yerba mate todavía se explora poco en Brasil, con una buena parte de la cosecha realizada por el sistema extractivo y con bajos niveles de productividad. Sin embargo, muchos nuevos productores están adoptando sistemas de producción más profesionales y eficientes, con agudeza técnica de gestión y visión de mercado globalizada. Esto tiende a aumentar la exportación de Brasil de este producto.

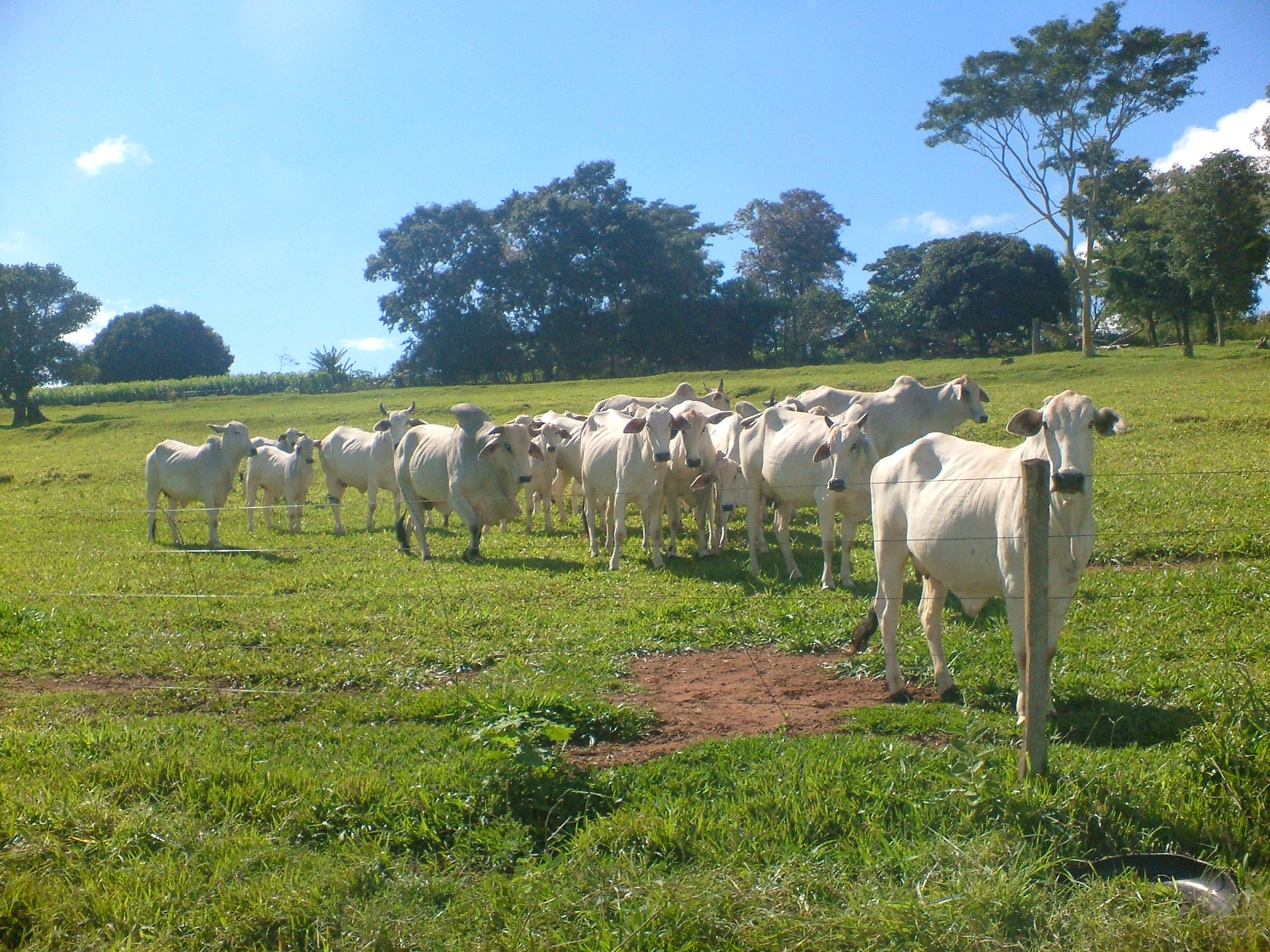
Vacuno en São Jorge do Patrocínio

En 2017, la manada de vacuno del estado tenía 9.3 millones de cabezas, el décimo lugar en el país.
En 2018, Paraná produjo un total de 4.400 millones de litros de leche, lo que lo convierte en el segundo productor más grande del país. La ciudad de Castro fue el mayor productor del país en 2018, con 292 millones de litros de leche.
En carne de cerdo, los 3 estados del sur son los mayores productores del país. Brasil tenía 41.1 millones de cabezas en 2017. Paraná (17.2%) es el segundo mayor productor.
El rebaño brasileño de aves de corral, en 2018, era del orden de 1500 millones de cabezas. En 2017, el estado productor de aves de corral más grande de Brasil fue Paraná (25.3%). En términos de pollo, en 2017 había 242.8 millones de cabezas en el país. Entre los estados que fueron los mayores productores, São Paulo lideró con 21.9%, seguido por Paraná (10.1%). En la producción de huevos, el estado ocupa el segundo lugar en Brasil, con el 9,6% de la producción nacional.
En piscicultura, el oeste de Paraná, en municipios cercanos a Toledo y Cascavel, se ha convertido en la región productora de pescado más grande del país, con tilapia como la principal especie cultivada . Occidente representa el 69% de toda la producción en Paraná, el mayor productor nacional, con 112 mil toneladas. De esta cantidad, el 91% se refiere a la cría de tilapia.
La región sur fue el principal productor de miel en el país en 2017, representando el 39.7% del total nacional. Paraná fue el segundo mayor productor del país, con 14,3%.

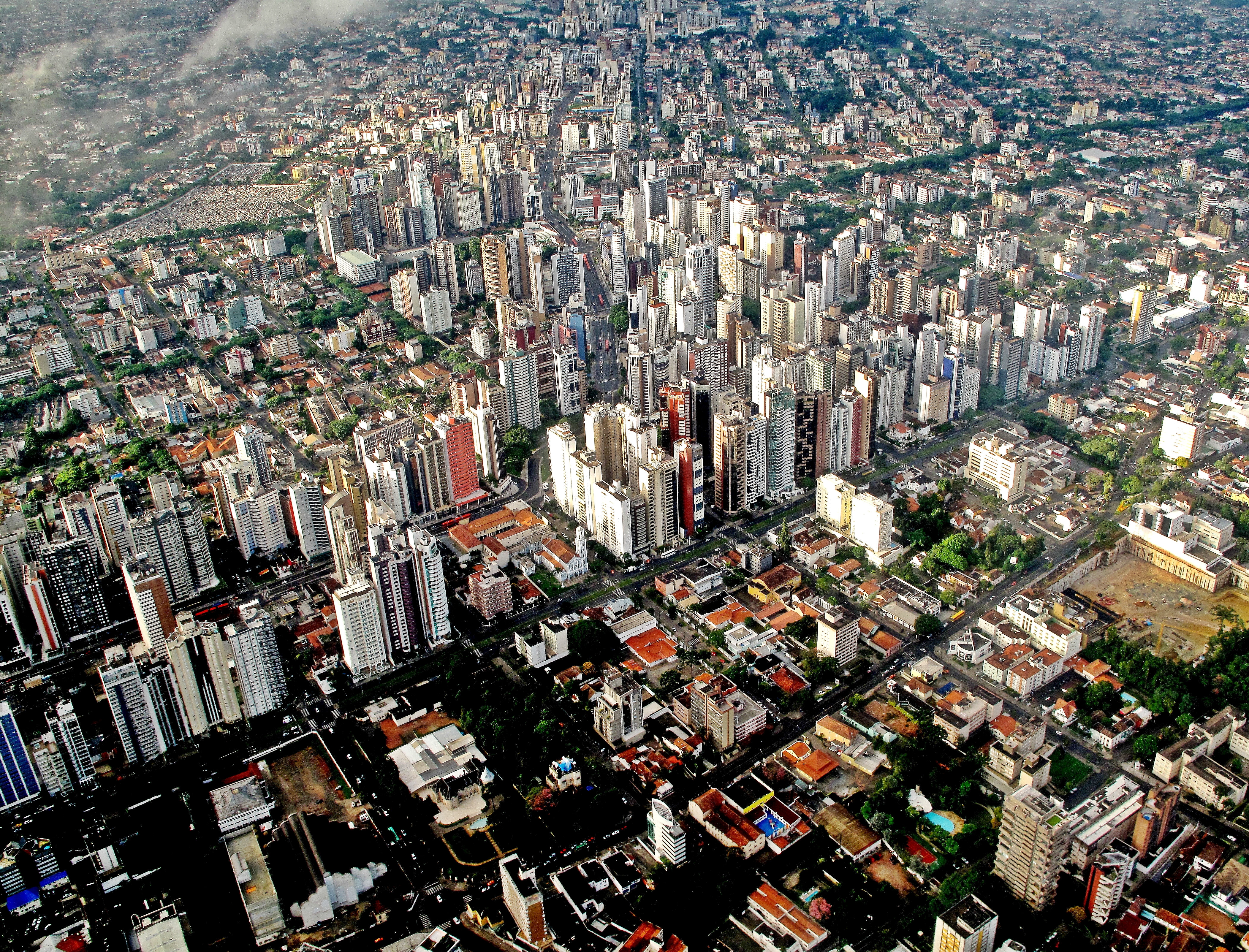
Curitiba

Acerca de industria, Paraná tuvo un PIB industrial de R $ 92,8 mil millones en 2017, equivalente al 7,8% de la industria nacional. Emplea a 763,064 trabajadores en la industria. Los principales sectores industriales son: alimentos (19,1%), servicios industriales de utilidad pública, como electricidad y agua (18,5%), construcción (17,3%), vehículos de motor (8,1%) y derivados del petróleo y biocombustibles (5,7%) . Estos 5 sectores concentran el 68.7% de la industria del estado.
En Brasil, el sector automotriz representa cerca del 22% del PIB industrial. En 2019, el estado pasó al segundo lugar en la producción nacional de vehículos, con una participación del 15%. El estado tiene plantas Volkswagen, Renault, Audi, Volvo y DAF.

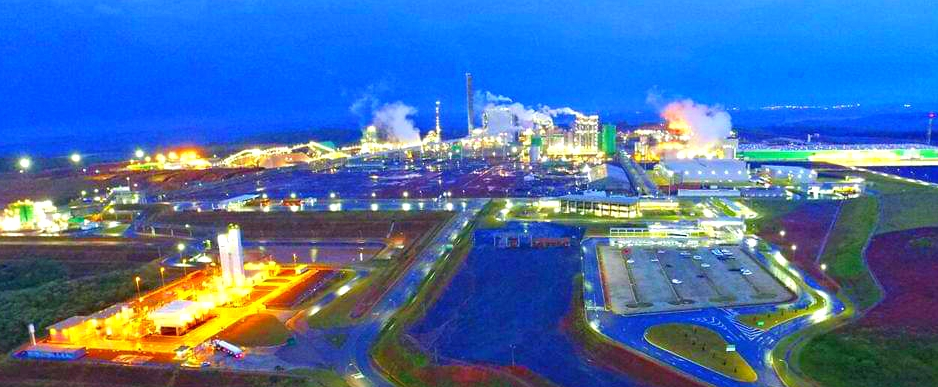
Complejo industrial Klabin, en Ortigueira

En el sector papel y celulosa, la producción brasileña de pulpa fue de 19.691 millones de toneladas en 2019. El país exportó US $ 7.48 mil millones en pulpa este año, US $ 3.25 mil millones solo a China. Las exportaciones de la industria forestal brasileña totalizaron US $ 9.7 mil millones (US $ 7.48 mil millones en celulosa, US $ 2 mil millones en papel y US $ 265 millones en paneles de madera). La producción de papel fue de 10.535 millones de toneladas en 2019. El país exportó 2.163 millones de toneladas. En 2016, la industria del papel y la celulosa en el sur del país representó el 33% del total nacional. Este año, Paraná fue el líder nacional en la producción de madera en rollo (principalmente eucalipto) para la industria de la pulpa y el papel (15,9 millones de m³); Brasil fue el segundo país que produjo más celulosa del mundo y el octavo en la producción de papel. La ciudad que más produjo estas maderas en Brasil fue Telêmaco Borba (PR), y la quinta más grande fue Ortigueira (PR).  En 2016, el Los cinco principales estados productores de troncos para papel y celulosa (principalmente eucalipto) fueron: Paraná (15.9 millones de m³), São Paulo (14.7 millones de m³), Bahía (13.6 millones de m³), Mato Grosso do Sul (9,9 millones de m³) y Minas Gerais (7,8 millones de m³). En conjunto, corresponden al 72,7% de la producción nacional de 85,1 millones de m³. Los diez municipios productores más grandes tenían el 22,9% de la producción del país. Eran las ciudades de Telêmaco Borba (PR), Três Lagoas (MS), Caravelas (BA), Mucuri (BA), Ortigueira (PR), São Mateus (ES), Dom Eliseu (PR), Nova Viçosa (BA), Water Clara (MS) y Ribas do Rio Pardo (MS).
Paraná es el mayor productor de esquisto bituminoso en Brasil. En la ciudad de São Mateus do Sul, hay una planta Petrobras especializada en la producción del material. Aproximadamente 7,800 toneladas se procesan diariamente.

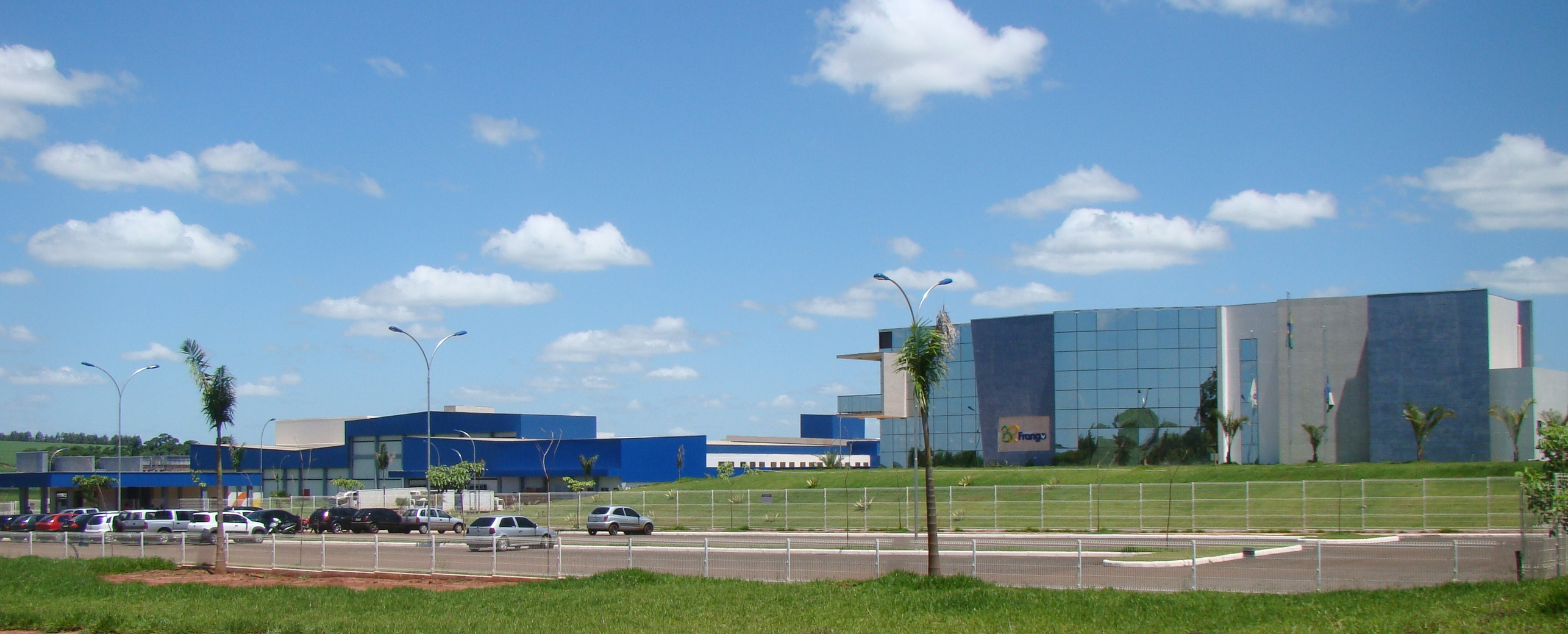
Empresa de alimentos BR Frango en Santo Inácio

En Industria alimentaria, en 2019, Brasil fue el segundo mayor exportador de alimentos procesados del mundo, con un valor de U $ 34,1 mil millones en exportaciones. Los ingresos de la industria brasileña de alimentos y bebidas en 2019 fueron de R $ 699,9 mil millones, el 9,7% del producto interno bruto del país. En 2015, el sector industrial de alimentos y bebidas en Brasil comprendía 34.800 empresas (sin contar las panaderías), la gran mayoría de las cuales eran pequeñas. Estas compañías emplearon a más de 1,600,000 trabajadores, convirtiendo a la industria de alimentos y bebidas en el mayor empleador en la industria manufacturera. Hay alrededor de 570 grandes empresas en Brasil, que concentran una buena parte de los ingresos totales de la industria. Paraná creó compañías de alimentos de importancia nacional como Frimesa, C.Vale, Nutrimental, Copacol, Coopavel y Matte Leão.

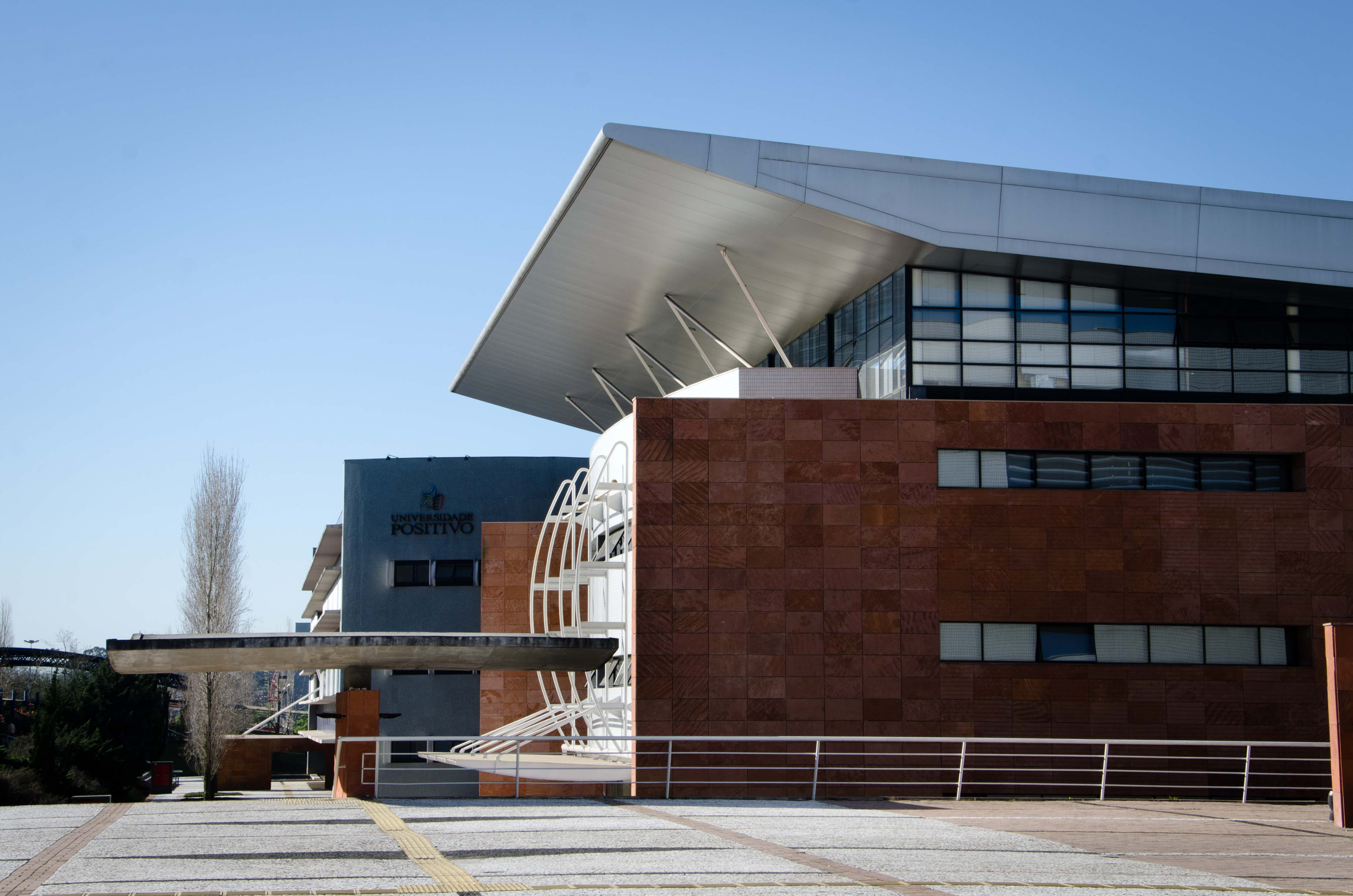
Universidad Positivo

En Industria electrónica, la facturación de las industrias en Brasil alcanzó R $ 153.0 mil millones en 2019, alrededor del 3% del PIB nacional. El número de empleados en el sector fue de 234.5 mil personas. Las exportaciones fueron de US $ 5.6 mil millones, y las importaciones del país fueron de US $ 32.0 mil millones. Brasil, a pesar de sus esfuerzos durante décadas para deshacerse de la dependencia de las importaciones de tecnología, aún no ha logrado alcanzar este nivel. Las importaciones se concentran en componentes caros, como procesadores, microcontroladores, memorias, discos magnéticos, láseres, ledes y LCD montados debajo. Los cables para telecomunicaciones y distribución de electricidad, cables, fibras ópticas y conectores se fabrican en el país. Brasil tiene dos grandes centros de producción electroelectrónica, ubicados en la Región Metropolitana de Campinas, en el Estado de São Paulo, y en Zona Económica Libre de Manaus, en el Estado de Amazonas. Hay grandes compañías tecnológicas de renombre internacional, así como parte de las industrias que participan en su cadena de suministro. El país también tiene otros centros más pequeños, y uno de ellos está en Curitiba, capital de Paraná. El centro tecnológico de Curitiba cuenta con empresas como Siemens y Positivo Informática. En total, 87 empresas y 16 mil empleados trabajan en Tecnoparque, un área de 127 mil metros cuadrados creada por la ley estatal en 2007. Tecnoparque puede crecer hasta 400 mil metros cuadrados y recibir hasta cuatro veces la cantidad de trabajadores que tiene hoy, llegando a 68 mil personas.
En la industria electrodomésticos, las ventas de equipos denominados de "línea blanca" (refrigerador, aire acondicionado y otros) fueron de 12.9 millones de unidades en 2017. El sector tuvo su pico de ventas en 2012, con 18.9 millones de unidades. Las marcas que más vendieron fueron Brastemp, Electrolux, Consul y Philips. Brastemp es originario de São Bernardo do Campo-SP. Cónsul es originario de Santa Catarina, se fusionó con Brastemp y hoy forma parte de la multinacional Whirlpool Corporation. Otra marca brasileña famosa fue Prosdócimo, fundada en Curitiba, que fue vendida a Electrolux.
En el sector pequeños electrodomésticos, Paraná tiene una de las compañías famosas: Britânia, originaria de Curitiba.

### Turismo

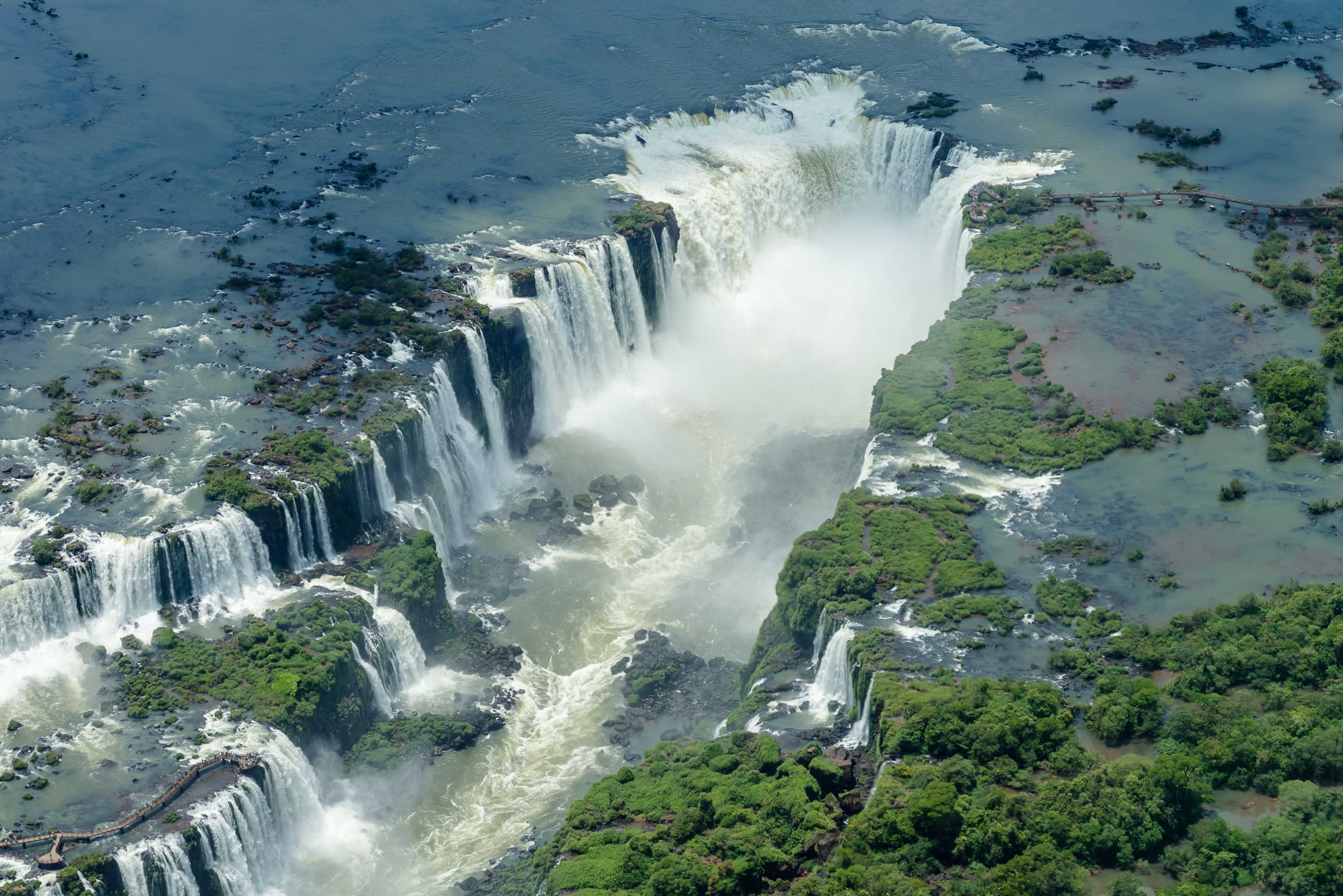
Cataratas del Iguazú.

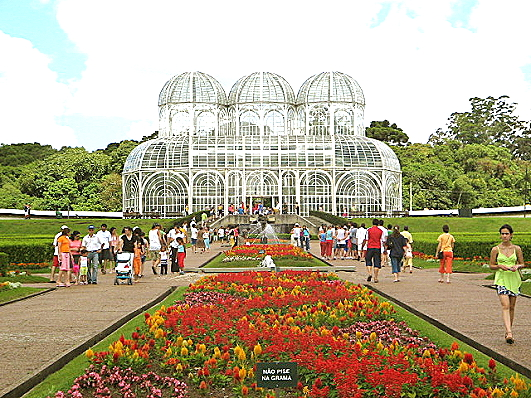
El jardín botánico de la ciudad de Curitiba, capital del estado.

Paraná es uno de los únicos estados que tiene un gran número de parques nacionales, entre ellos el parque nacional do Iguaçu y el parque nacional do Superagüi. Foz do Iguaçu es conocida internacionalmente por sus cataratas, con cerca de 250 saltos de 75 metros de altura. La Garganta del Diablo es una de las atracciones, ya que alberga el mayor conjunto de saltos del mundo.
También en Foz de Iguaçu se encuentra la Represa Hidroeléctrica Itaipu, una de las mayores del mundo, compartida con Paraguay sobre el río Paraná. Otros puntos de interés turístico son el Parque Estadual de Vila Velha, en Ponta Grossa, donde las rocas fueron erosionadas por los vientos y el agua formando ruinas que se parecen a una gran ciudad. En Ponta Grossa, se puede visitar el Buraco do Padre, la Capilla de Santa Bárbara (construida por los Jesuitas) y las Cascadas de la Mariquinha. En Maringá, se puede visitar la catedral de Maringá (Catedral Basílica Menor de Nossa Senhora da Glória), el segundo monumento más alto de América del Sur y décimo en el mundo.
Las playas de Caiobá, Matinhos, Guaratuba, Pontal do Paraná y Praia de Leste son las más frecuentadas de Paraná.
Curitiba tiene puntos turísticos interesantes, como el Reloj de las Flores, el barrio de Santa Felicidade (donde se encuentran restaurantes con comidas típicas de diferentes países), además de las ferias de arte y artesanías.

## Infraestructura

### Carreteras

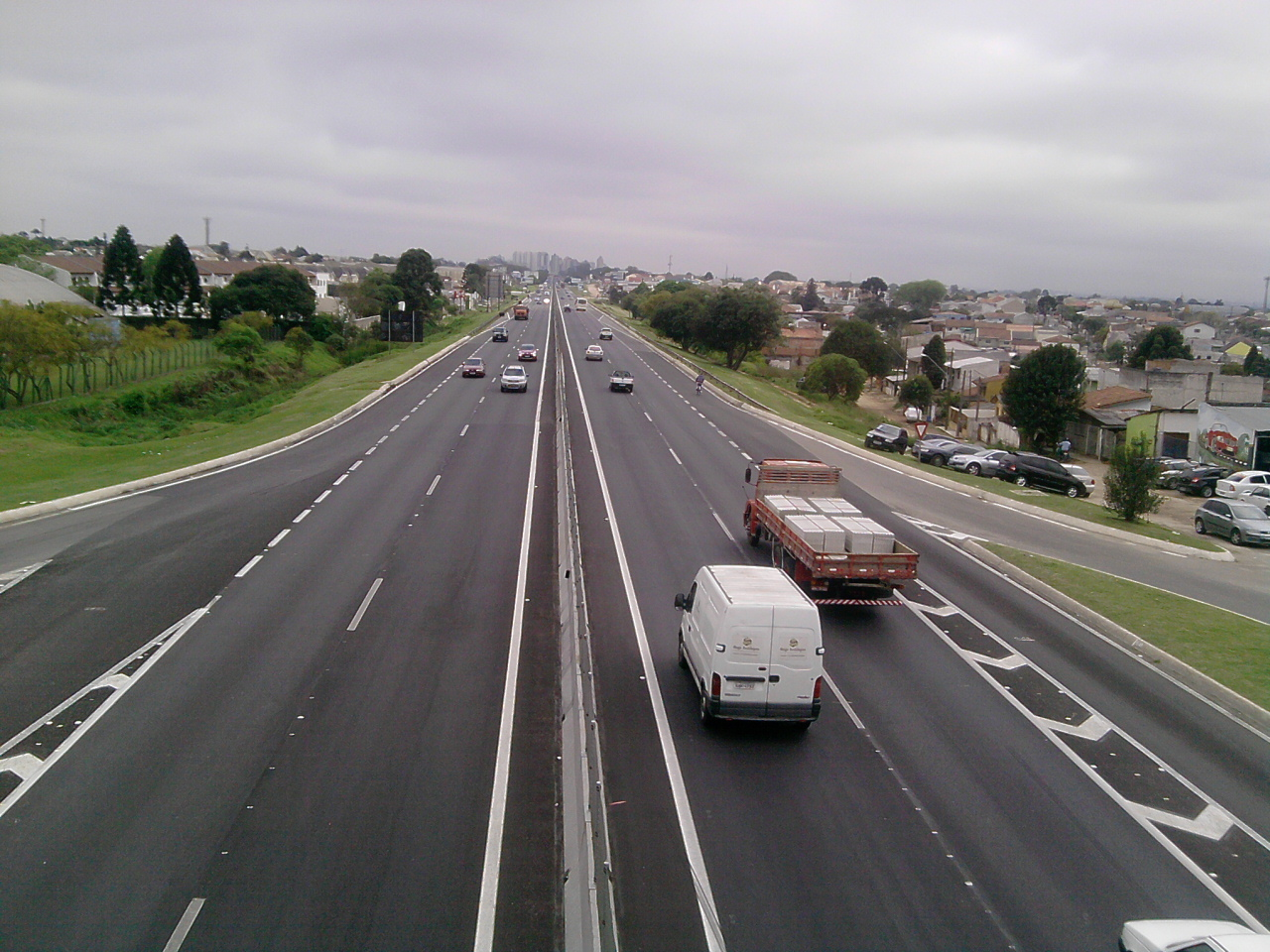
BR-277.

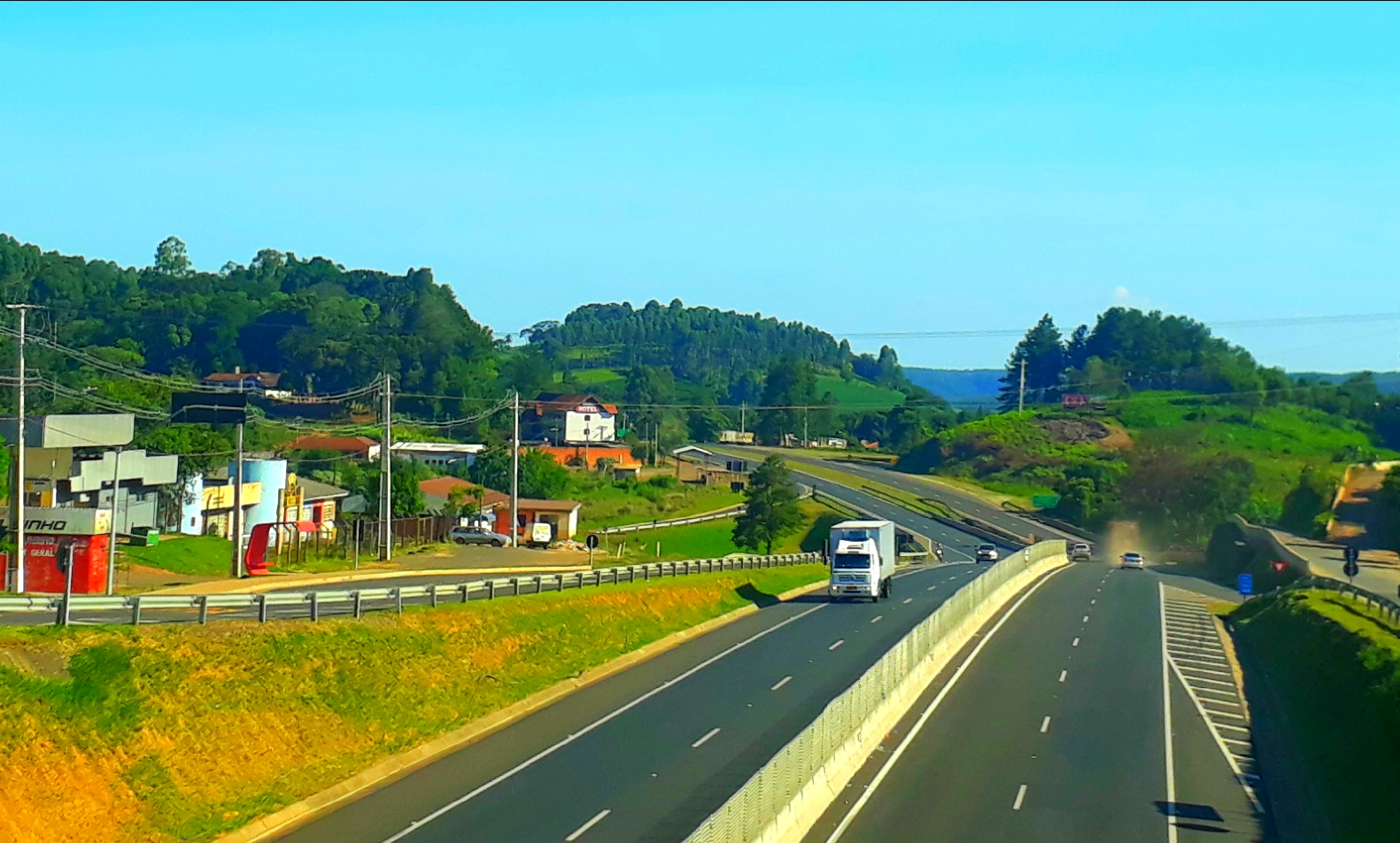
BR-376.

En 2021, Paraná tenía 120.930 km de carreteras, de los cuales 21.173 km estaban pavimentados, y de estos, 1.475 km eran carreteras duplicadas.
Actualmente existe un proyecto para otorgar las principales carreteras del estado (BR-369, BR-376, BR-277 y algunas otras) al sector privado en un gran proyecto para duplicar 1.782 km de carreteras, entre otras obras de mejora.
La capital, Curitiba, tiene una circunvalación alrededor de la ciudad, incompleta solo porque la parte norte (la menos poblada de la región) aún no se ha construido.

### Aeropuertos internacionales

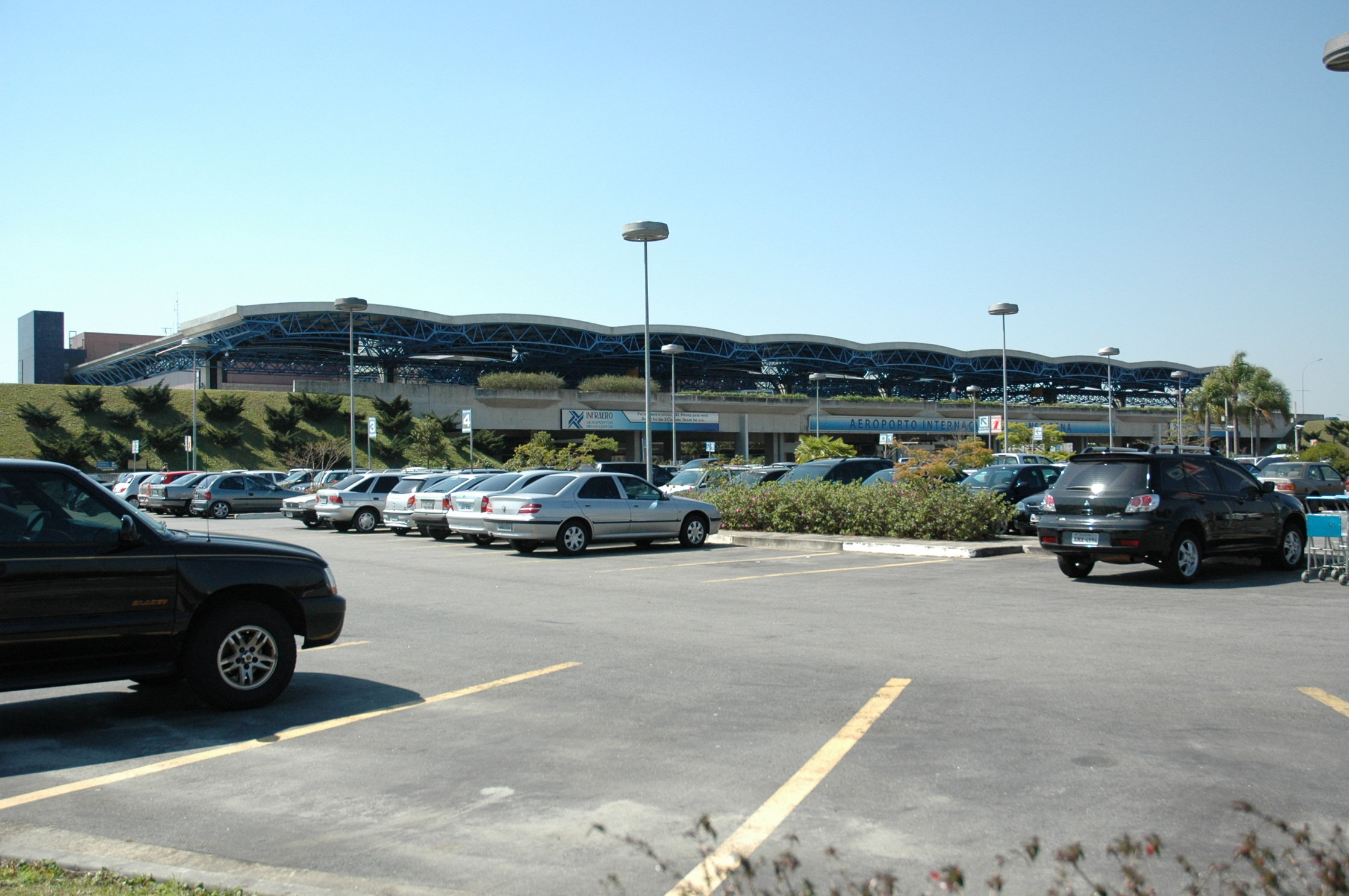
Aeropuerto Internacional Afonso Pena

El estado cuenta con varios aeropuertos, siendo los principales:
- Aeropuerto Internacional Afonso Pena es el principal aeropuerto de Curitiba. Se encuentra en la cercana ciudad de São José dos Pinhais.
- Aeropuerto Internacional de Foz do Iguaçu;
- Aeropuerto de Londrina;
- Aeropuerto de Cascavel;
- Aeropuerto Regional de Maringá.

El apogeo del transporte aéreo en el estado fue en 1957, cuando 31 ciudades fueron atendidas por vuelos.

### Puertos

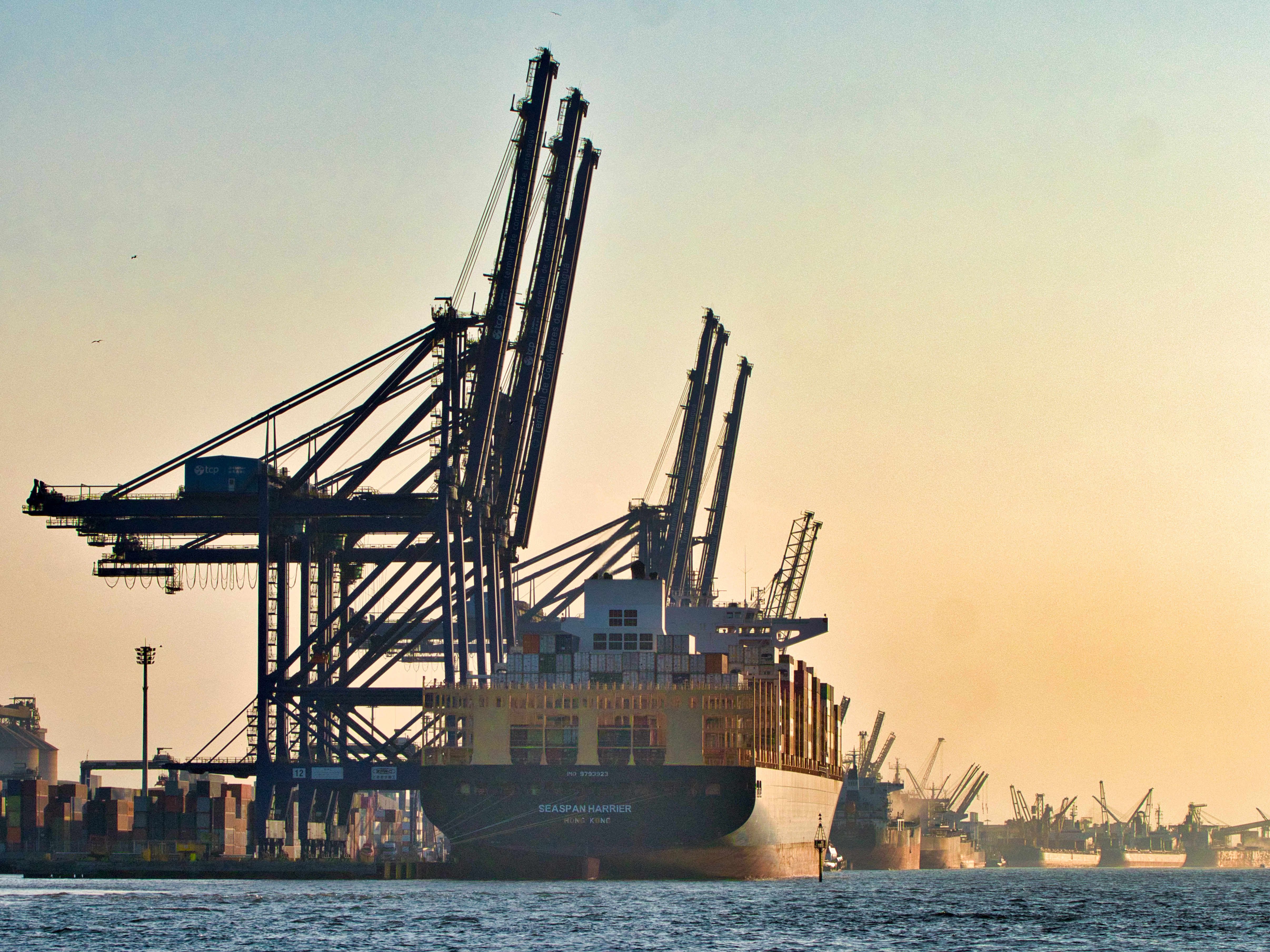
Puerto de Paranaguá.

Paraná cuenta con el Puerto de Paranaguá, uno de los principales del país, que en 2021 movilizó 56 millones de toneladas de carga. También está el Puerto de Antonina, que en 2021 manejó 1,5 millones de toneladas de carga.
Gran parte de la producción de Mato Grosso do Sul, Mato Grosso, Santa Catarina, Rio Grande do Sul, Minas Gerais, São Paulo e incluso Paraguay se envía al Puerto de Paranaguá para la exportación marítima. Muchos ferrocarriles tienen acceso a Paranaguá, entre los principales están el Ferroeste, Malha Sul y el Ferrocarril Curitiba-Paranaguá.

## Deportes

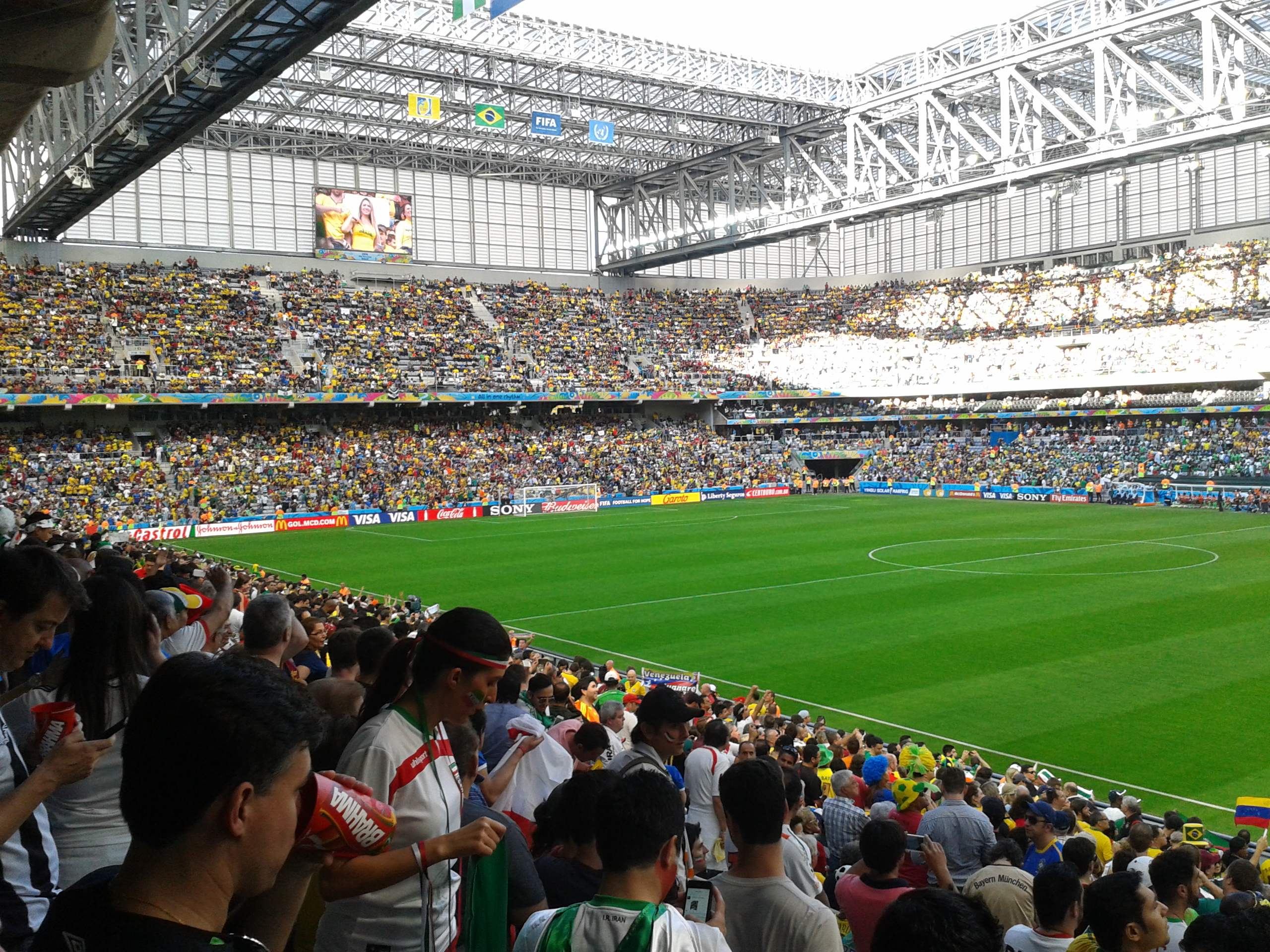
Arena da Baixada durante el partido entre Irán y Nigeria durante la Copa Mundial de la FIFA 2014.

Dos de los equipos de fútbol más importantes del estado son el Club Athletico Paranaense y el Coritiba Foot Ball Club, que juegan el derbi de Atletiba. Curitiba fue una de las 12 ciudades anfitrionas de la Copa Mundial de la FIFA 2014.
En el estado nacieron los siguientes medallistas olímpicos: Vanderlei Cordeiro de Lima y Édson Ribeiro en atletismo; Natália Falavigna en taekwondo; Douglas Vieira en judo; Cyro Delgado en natación; Giba, Serginho, Elisângela Oliveira y Filó en voleibol; Emanuel Rego en voleibol de playa; además de medallistas de campeonatos mundiales como Jadel Gregório en atletismo y Amanda, Karol Souza y Mayara Moura en balonmano.

## Aglomeraciones urbanas
De los 399 municipios paranaenses, sólo dos tenían población superior a los quinientos mil habitantes: Curitiba, que es la capital, y Londrina, en el norte del estado. Otros dieciséis tenían entre 100.001 y 500.000 (Maringá, Ponta Grossa, Cascavel, São José dos Pinhais, Foz do Iguaçu, Colombo, Guarapuava, Paranaguá, Araucária, Toledo, Apucarana, Pinhais, Campo Largo, Arapongas, Almirante Tamandaré, Umuarama, Piraquara y Cambé), catorce de 50.001 a 100.000, 55 de 20.001 a 50.000, 109 de 10.001 a 20.000, 105 de 5.001 a 10.000, 93 de 2001 a 5.000 y cinco hasta dos mil (Esperança Nova, Miraselva, Santa Inês, Nova Aliança do Ivaí y Jardim Olinda).
La mayor parte de la población del estado se concentra en la Mesorregión Metropolitana de Curitiba, que corresponde a la región este de Paraná, con más del 30 % de la población de Paraná densidad poblacional en relación con los demás municipios (4024,84 hab./km²), mientras que Alto Paraíso, en el noroeste, tuvo la menor (3,31 hab./km²).
El territorio de Paraná se encuentra dentro del área de influencia de la ciudad de São Paulo. La metrópolis de São Paulo lidera la economía de Paraná a través de las ciudades de Ourinhos, en São Paulo, y Jacarezinho, Maringá, Londrina y Curitiba, en Paraná. Ourinhos y Jacarezinho dominan, como grupo, la parte este del norte de Paraná; Londrina la porción central de la región, y Maringá, la oeste.
Curitiba domina el resto del estado de Paraná e incluso casi todo el estado de Santa Catarina, excepto en la parte oriental la región de Tubarão y, en la parte occidental, la de Chapecó. La capital actúa, en el área de influencia de Paraná, directamente oa través de los centros intermedios de Ponta Grossa y Pato Branco. El área de influencia directa comprende toda la porción este y sureste del estado. Pato Branco domina la parte suroeste y Ponta Grossa, toda la parte central y occidental.
La Gran Curitiba, instituida por la ley complementaria federal n.º 14 de 1973, fue la primera RM de Paraná en ser creada, inicialmente con catorce municipios, hasta llegar a los actuales 29. También es el más poblado del estado, con más de 3,5 millones de habitantes, y el octavo más grande de Brasil. En 1998, a través de una ley estatal complementaria, se establecieron las RM de Londrina y Maringá. Umuarama, la cuarta en el estado, fue creada en agosto de 2012 y, en enero de 2015, fueron creadas cuatro más: Apucarana, Campo Mourão, Cascavel y Toledo, aumentando a ocho las actuales.

## Religiones
Según el censo demográfico de 2010, la población de Paraná está compuesta por católicos romanos (69,596%); protestantes o evangélicos (22,176%); espiritistas (1.042%); Testigos de Jehová (0,576%); mormones (0,205%); católicos apostólicos brasileños (0,19%); budistas (0,146%); nuevos religiosos orientales (0,096%), entre los que destacan los mesiánicos (0,054%); islámico (0,083%); ortodoxo (0,069%); practicantes de Umbanda (0,067%); judíos (0,039%); espiritistas (0,025%); tradiciones esotéricas (0,024%); indígena (0,019%); Candomblezeiros (0,018%) e hindúes (0,002%). Otro 4,644% no tenía religión, entre ateos (0,322%) y agnósticos (0,065%); el 0,537% seguía otras religiones cristianas; el 0,35% no tenía una fe determinada; el 0,07% no sabía, el 0,012% practicaba otras religiones; el 0,007% otras creencias orientales y el 0,005% no declaró.
Según la división de la Iglesia Católica en Brasil, Paraná pertenece a la Regional Sul II y su territorio está dividido en cuatro provincias eclesiásticas, formadas por las arquidiócesis de Cascavel, Curitiba, Londrina y Maringá, y 14 diócesis sufragáneas de éstas.
Paraná también tiene los más diversos credos protestantes o reformados, siendo la Iglesia Universal del Reino de Dios, la Congregación Cristiana en Brasil, la Bautista y la Asamblea de Dios las denominaciones más grandes. Como se mencionó, el 22,176% de la población de Paraná se declaró evangélica, siendo el 13,3% perteneciente a iglesias de origen pentecostal, el 4,832% a iglesias evangélicas indeterminadas y el 4,03% a iglesias misioneras (4,26%).

## Gobierno y política
El estado de Paraná, como una república, está gobernado por tres poderes, todos con sede en la capital: el ejecutivo, representado por el gobernador, el legislativo, por la Asamblea Legislativa de Paraná, y el judicial, por el Tribunal de Justicia de Paraná. Justicia de Paraná y otros Tribunales y jueces. También se permite la participación popular en las decisiones gubernamentales a través de referéndums y plebiscitos. La constitución estatal actual se promulgó en 1989, más las enmiendas resultantes de enmiendas constitucionales posteriores. Los símbolos del Estado son la bandera, el escudo y el himno, además del sello.
El poder ejecutivo de Paraná está centralizado en el gobernador del estado, que es elegido por sufragio universal y voto directo y secreto, por la población para mandatos de hasta cuatro años, pudiendo ser reelegido para otro mandato. Le corresponde nombrar a los secretarios de Estado, que asisten al gobierno. La sede del gobierno estatal, Palacio Iguaçu, fue inaugurado en 1953, en honor a las celebraciones del centenario de la emancipación política del estado, siendo trasladado temporalmente al de Araucárias, del 14 de mayo de 2007 al 18 de diciembre de 2010 En esa época, Iguazú volvió a albergar la sede del gobierno de Paraná. La residencia oficial del gobernador del estado es Granja do Canguiri.
Desde el inicio del período republicano, Francisco José Cardoso Júnior, quien estuvo en el poder entre el 17 de noviembre y el 4 de diciembre de 1889, asumió por primera vez el gobierno del estado, recién en 1947 asumió el primer gobernador elegido por universal. sufragio, Moisés Lupion, elegido por segunda vez para un mandato entre 1956 y 1961. El actual jefe del Ejecutivo de Paraná es Ratinho Júnior, quien asumió el 1 de enero de 2019, con su vicegobernadora, Darci Piana.
El poder legislativo estatal es unicameral y lo ejerce la Asamblea Legislativa de Paraná (Centro Leg. Presidente Aníbal Khury), formada por 54 diputados estaduales, elegidos directamente por períodos de cuatro años. Corresponde a la Cámara redactar y votar las leyes fundamentales para la administración y el ejecutivo, especialmente el presupuesto del estado (conocida como Ley de Directrices Presupuestarias).] En el Congreso Nacional, Paraná está representado por tres senadores y treinta diputados federales.
El poder judicial tiene la función de juzgar, de acuerdo con las leyes creadas por el poder legislativo y las normas constitucionales brasileñas, estando compuesto por jueces, además de tribunales del jurado, tribunales especiales y jueces de derecho, suplentes y de paz. El mayor tribunal del Poder Judicial de Paraná es el Tribunal de Justicia del Estado de Paraná, ubicado en el centro cívico. Las representaciones de este poder se distribuyen por todo el territorio estatal a través de unidades denominadas comarcas. Según el Tribunal Superior Electoral, Paraná tenía, en noviembre de 2016, 7.864.377 votantes, lo que representa el 5,376% del electorado brasileño, el sexto más grande del país.
El nombre del estado proviene del término de la lengua general paraná, que significa “río”. A pesar de ello, algunas fuentes dicen que el término proviene del guaraní para, “mar”, y enano, “que se parece/parece”, siendo, por tanto, “(río) parecido/parecido al océano”, probablemente por su tamaño. . Se refiere al río Paraná, que delimita el límite occidental de su territorio, donde estuvo ubicada la cascada de Sete Quedas, ahora sumergida por la represa de la Usina Hidroeléctrica de Itaipu, en el límite con Mato Grosso do Sul y Paraguay. El río Paraná nace en la confluencia de los ríos Paranaíba y Grande, que se encuentran casi al oeste de Minas Gerais.] El potamónimo dio el nombre a la región, que fue elevada a la categoría de provincia autónoma en 1853, la disolución de São Paulo, y la de estado en 1889. La pronunciación “Paranã” se encontró hasta hace poco tiempo. Los naturales del estado se llaman Paraná.